# 西区 (神戸市)

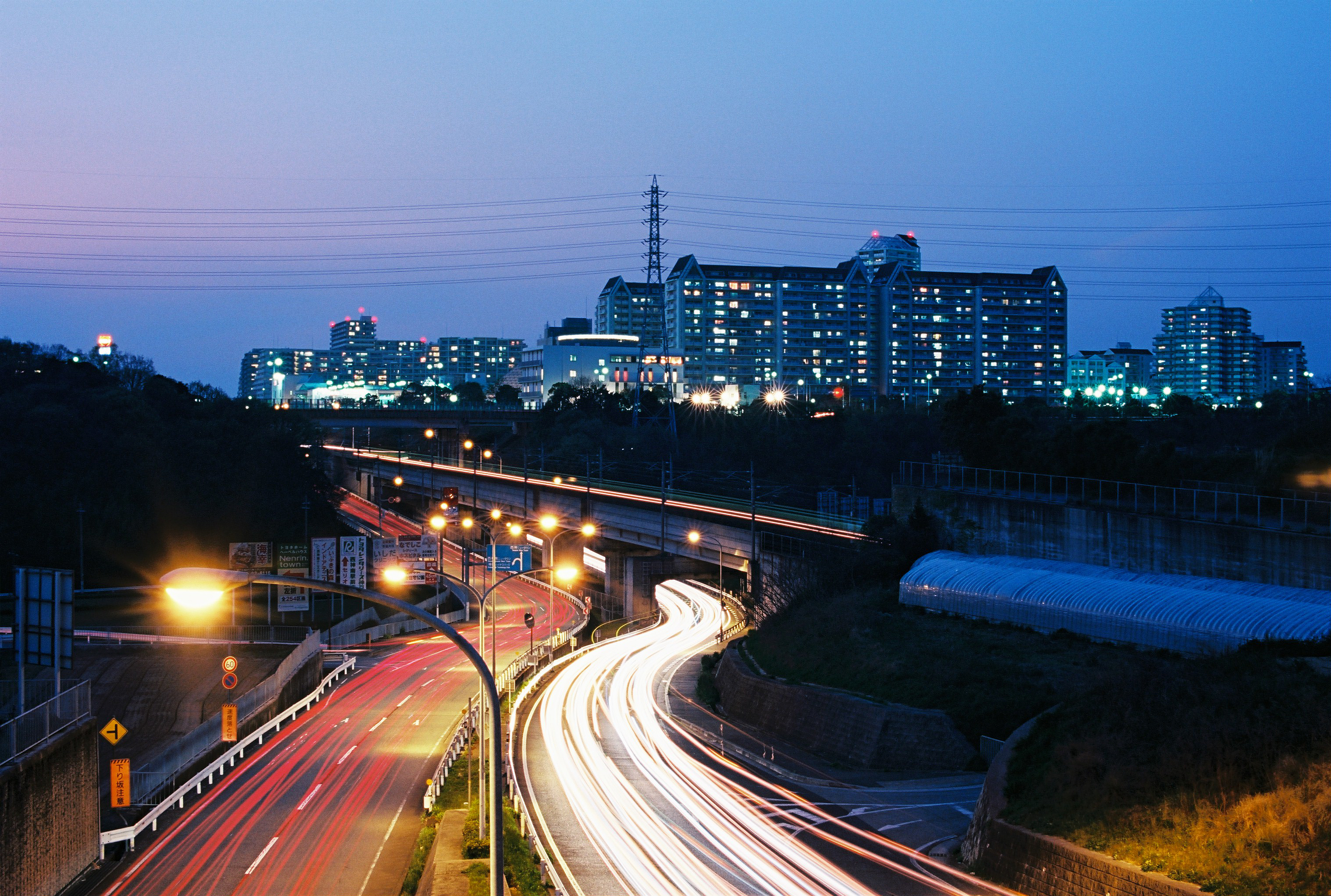
西神ニュータウンの夜景

西区（にしく）は、兵庫県神戸市を構成する9行政区の一つである。

## 概要
垂水区と同様に播磨国明石郡に属していた地域で、隣接する明石市とも結びつきが強い。マルアイや神姫バスなど、播磨地域・加古川の影響力も及んでいる。かつては田園地帯・公共交通の空白地域であったが、野田文一郎が明石平野に新都心の計画を構想し、1965年の市議会で原口忠次郎が宅地計画を挙げたことから、1970年頃から、神戸市中心部のベッドタウンとして開発が進み、西神ニュータウンや押部谷地域・玉津地域を中心に大きく様変わりし、同時に公共交通の敷設計画をした区である。神戸市の新たな文化、教育の集積地としての期待がかかり、現在のところ神戸市9区で最も人口が多く、市の3割近い面積を当区が占める。1982年（昭和57年）に垂水区から分区した、神戸市で一番新しい行政区であり、神戸市の西側に位置することから西神と呼ばれる。

## 地理

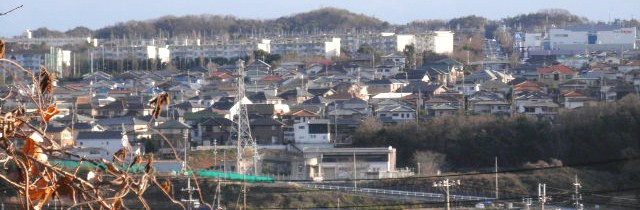
新興住宅地（桜が丘）

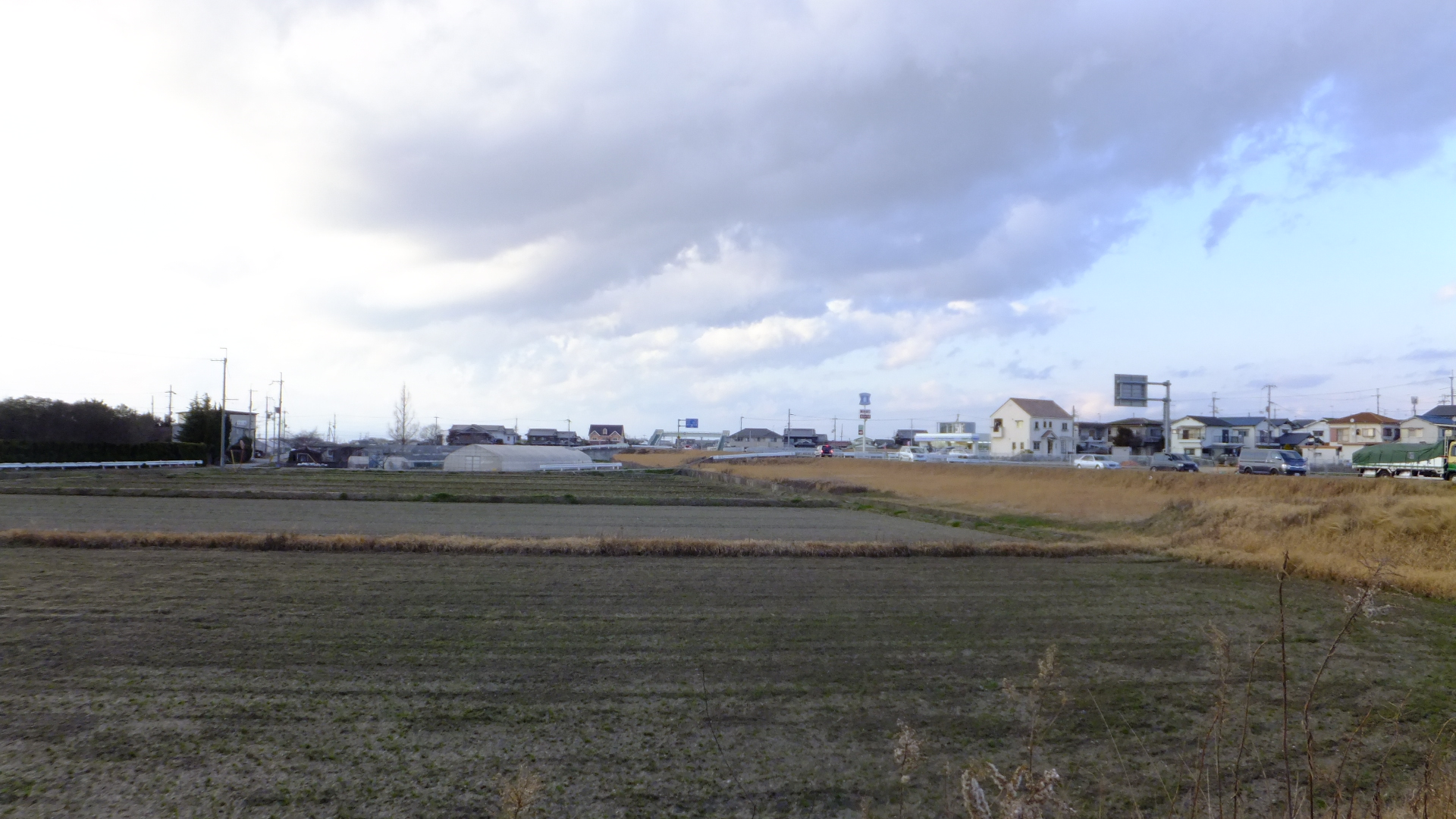
印南野台地と印南台地に位置する田園地帯（神出町田井で撮影）

六甲山地の西側で播州平野の東端に当たる。大部分はなだらかな丘陵地帯とそれに明石川や伊川などの川に侵食された谷である。東部の丘陵地帯には神戸市が中心地の人口密度が過密なためにポートアイランド・六甲アイランドの土砂確保と同時に計画した西神住宅団地、西神住宅第2団地（西神南ニュータウン）、西神工業団地、西神第2工業団地、神戸研究学園都市、神戸複合産業団地といった西神ニュータウンと呼ばれる新興地区などが存在し、谷は旧来の田園風景を持つ農村地帯となっている。同様に隣接する北区も農村地帯があるが、当区では近郊農業地帯である。西部の神出町、岩岡町は印南台地の東端に当たり、ため池が点在する農村地帯である。あまり高い山はない。
- 山：雄岡山、雌岡山、高塚山
- 河川：明石川、伊川、櫨谷川[15]
- 平野：明石平野
- 台地：印南野台地・印南台地[16][17]

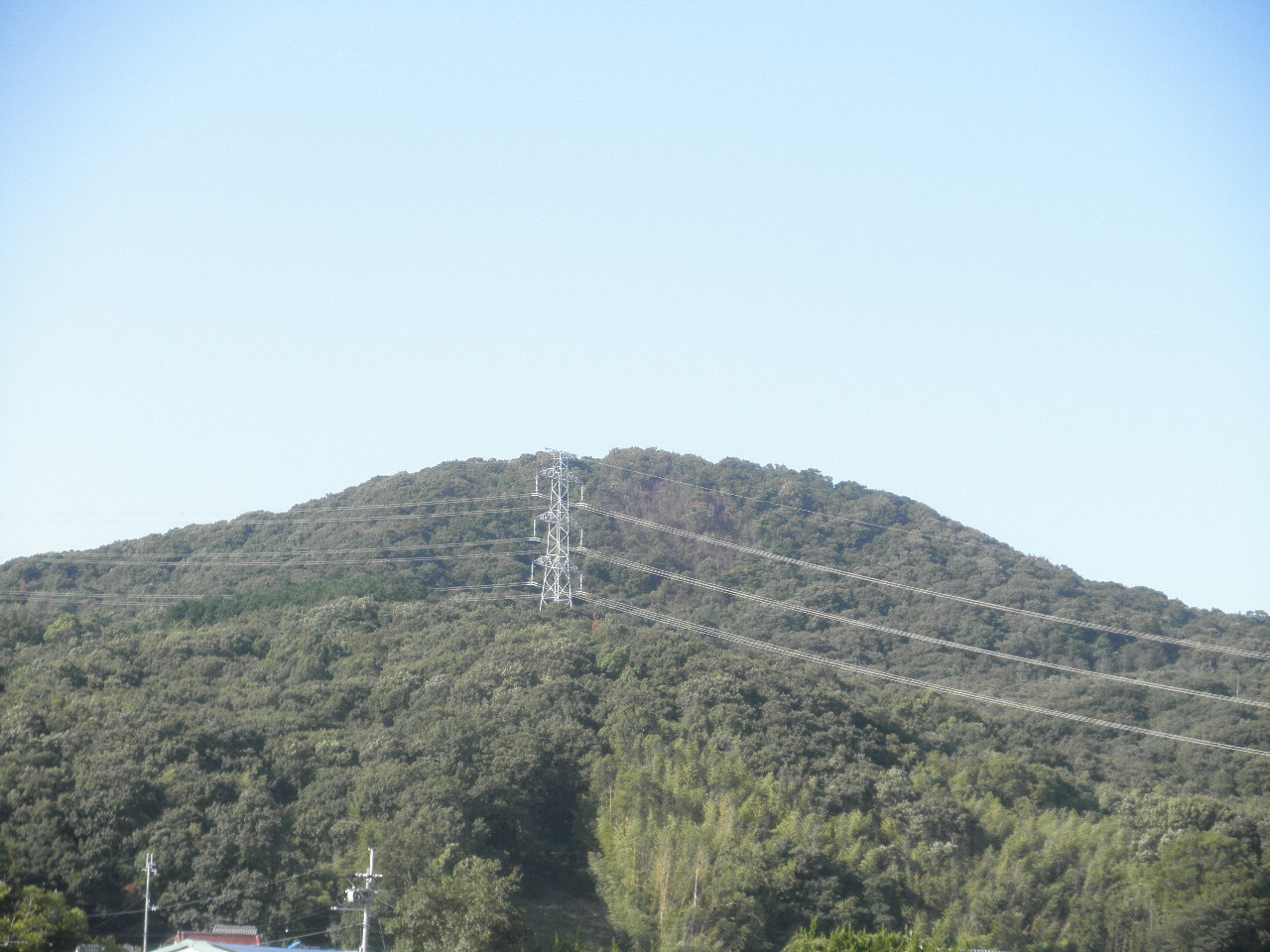
雄崗山
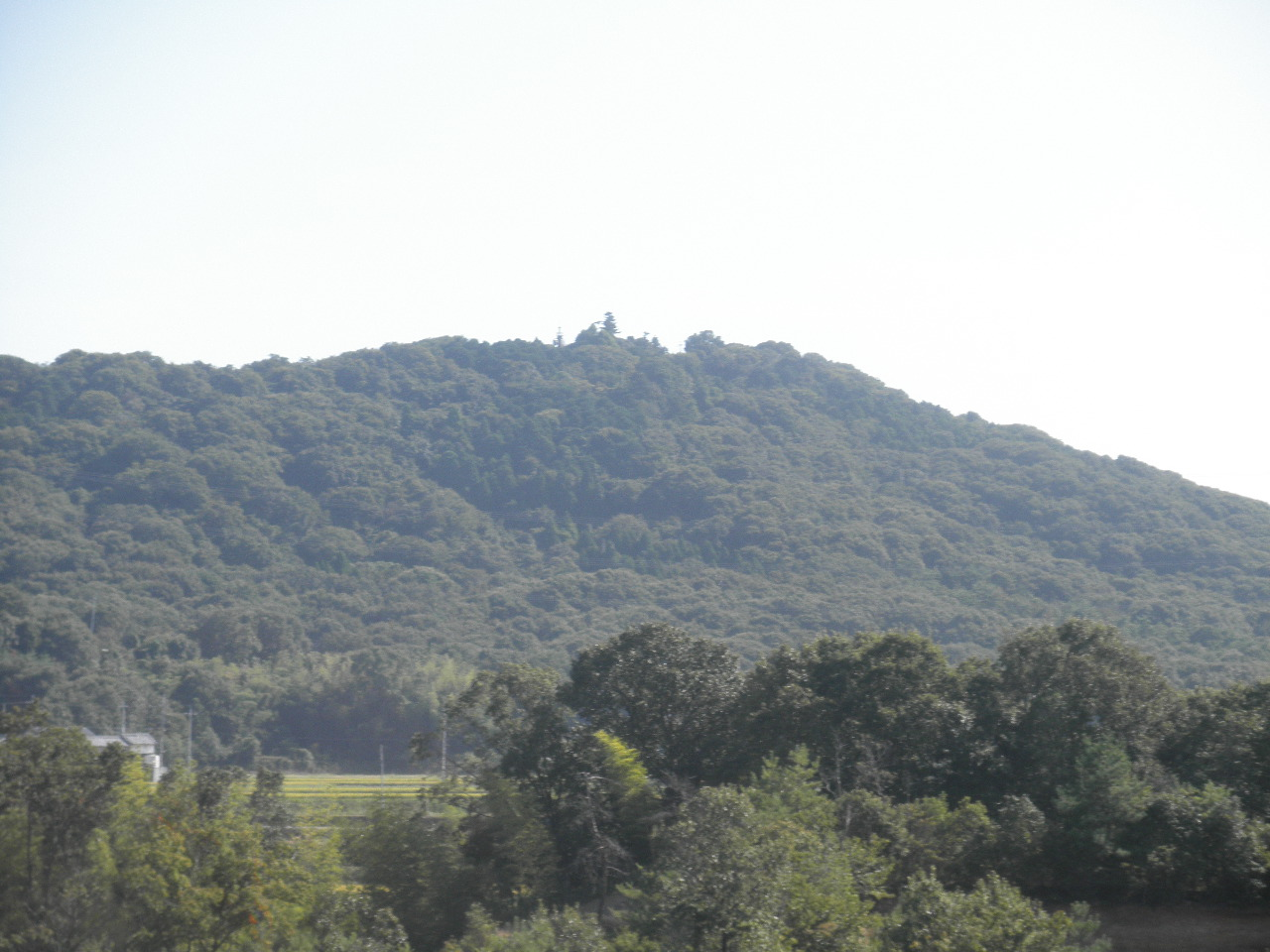
雌崗山
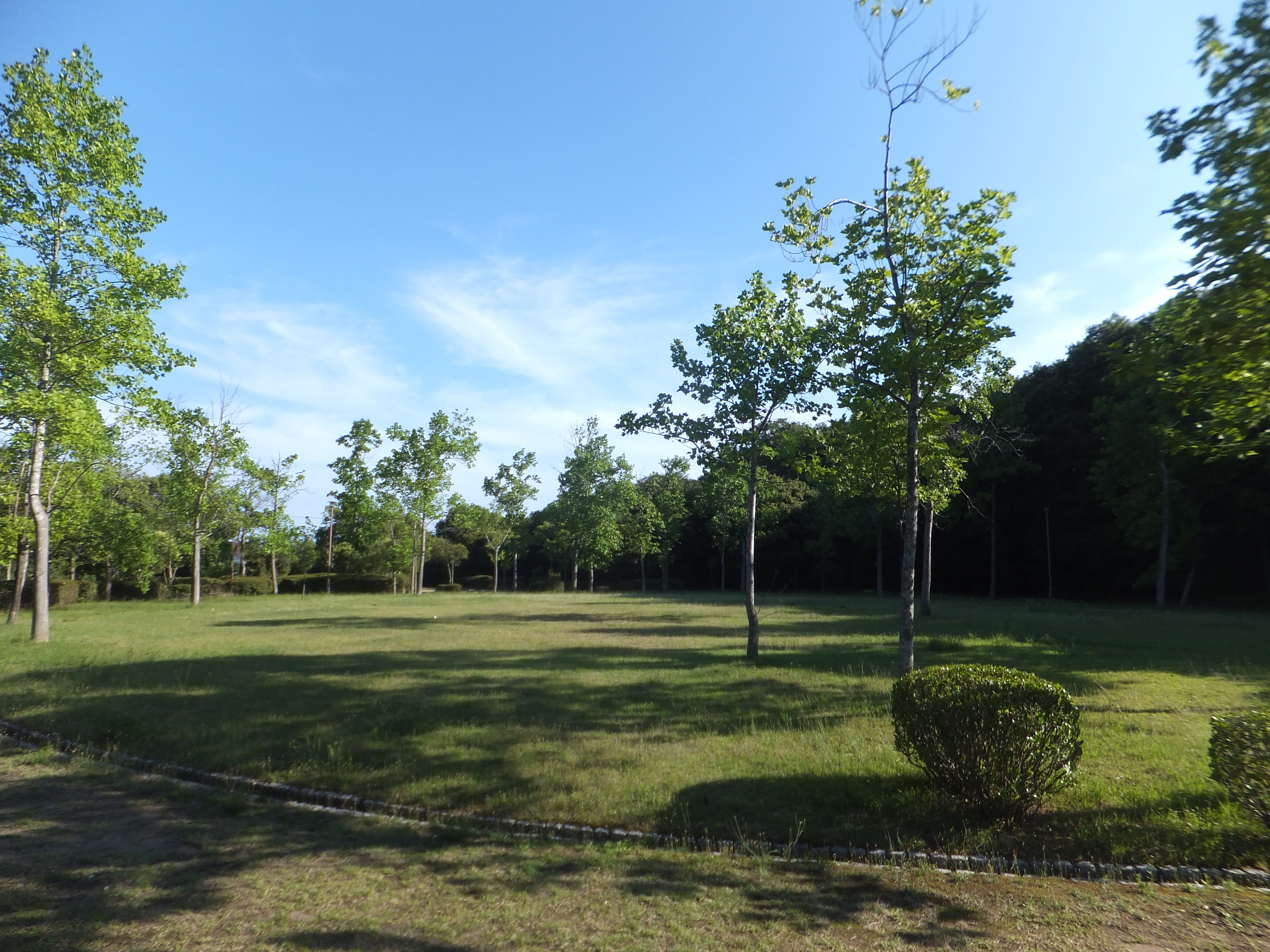
高塚山
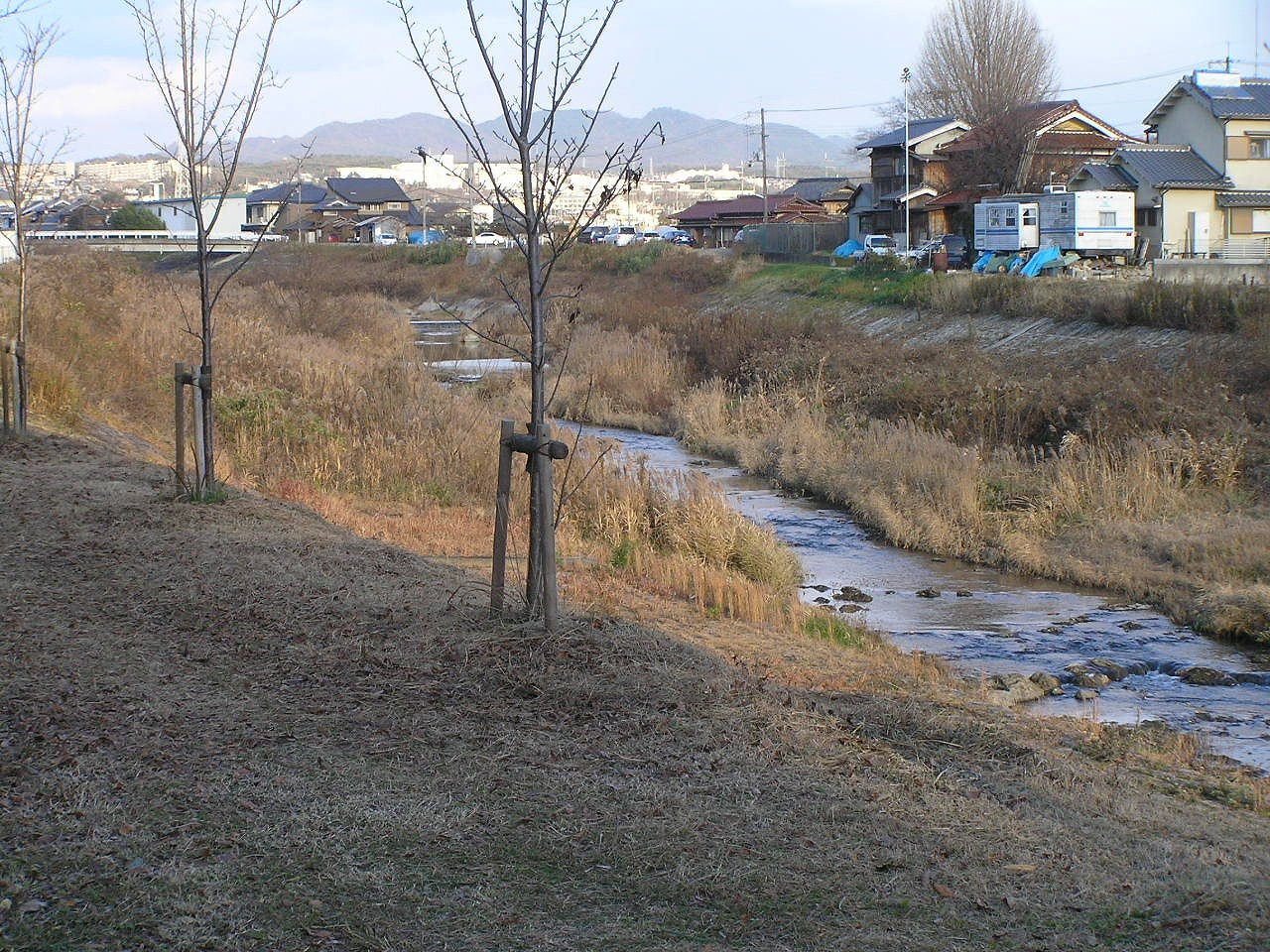
明石川
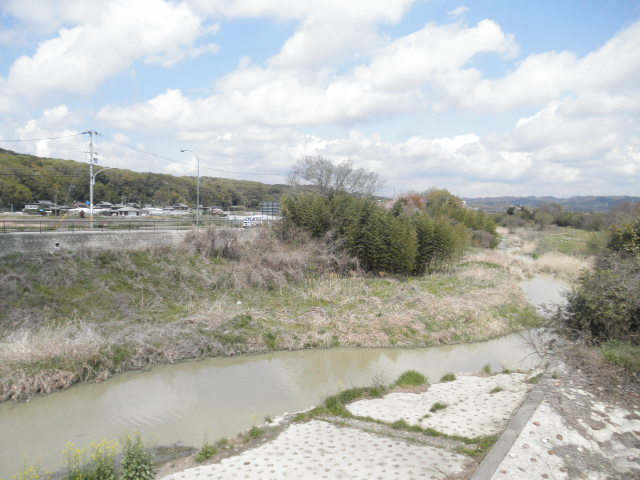
伊川

### 人口
分区当時は全9区の中で一番少なかったが、玉津地区と伊川谷地区の区画整理事業・西神ニュータウン開発のために市の中心部から流入されてきたために人口が増加した。さらには阪神・淡路大震災後神戸市の人口は大幅に減少したが、当区は被害が少なくかつニュータウンが開発中であったために神戸市内の中心部から人が流入し、西神南ニュータウンなどではマンション建設によって神戸市中心部からの流入人口が急増した。しかし、昼間人口はニュータウンが多くあるために減少傾向である。
| 年     | 人        |
| ------ | --------- |
| 1990年 | 158,580人 |
| 1995年 | 222,163人 |
| 2000年 | 235,758人 |
| 2005年 | 243,637人 |
| 2010年 | 249,298人 |

#### 年齢層
区内の中では15歳未満の年齢層が全9区中最上位であり、65歳以上の高齢化率は全9区中最下位であるが、ニュータウン地域だけでその比率を維持しており、神出などの農村地帯では65歳以上の高齢化率が25%以上である。

#### 人口の変遷
- 1983年8月 - 人口が10万人を突破する[27]。
- 1994年11月 - 人口が20万人を突破する[27]。

### 隣接している自治体・行政区
- 神戸市 （垂水区、須磨区、北区）
- 明石市
- 三木市
- 加古郡稲美町

### 地形
- 六甲山地の西側に位置している。丘陵地であり、西部の神出町、岩岡町は印南台地の東である[28]。

### 気候
- 瀬戸内海式気候であり、1年を通じて暖かい[28]。

## 歴史

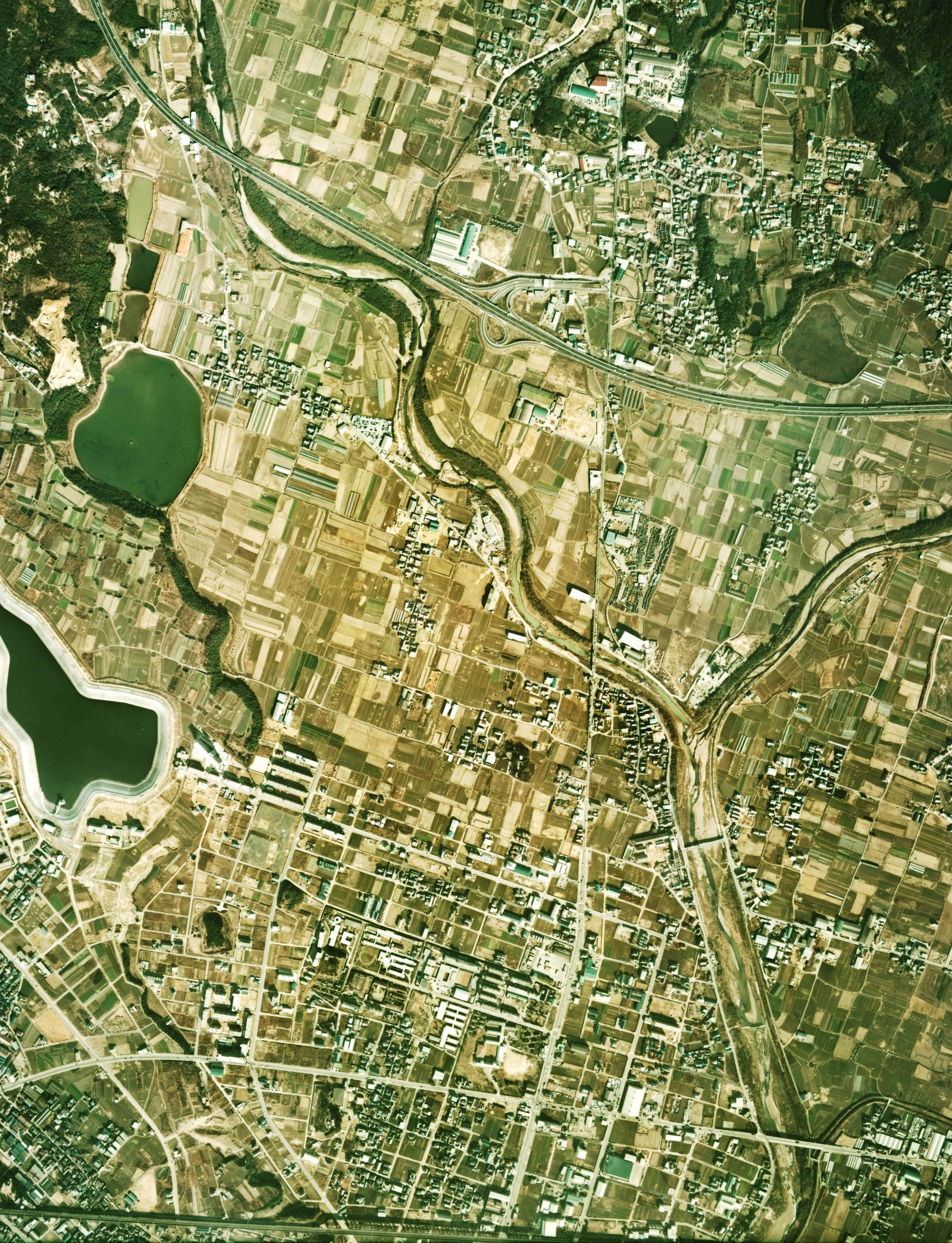
1974年度現在の神戸市西区（当時:垂水区）の中心部

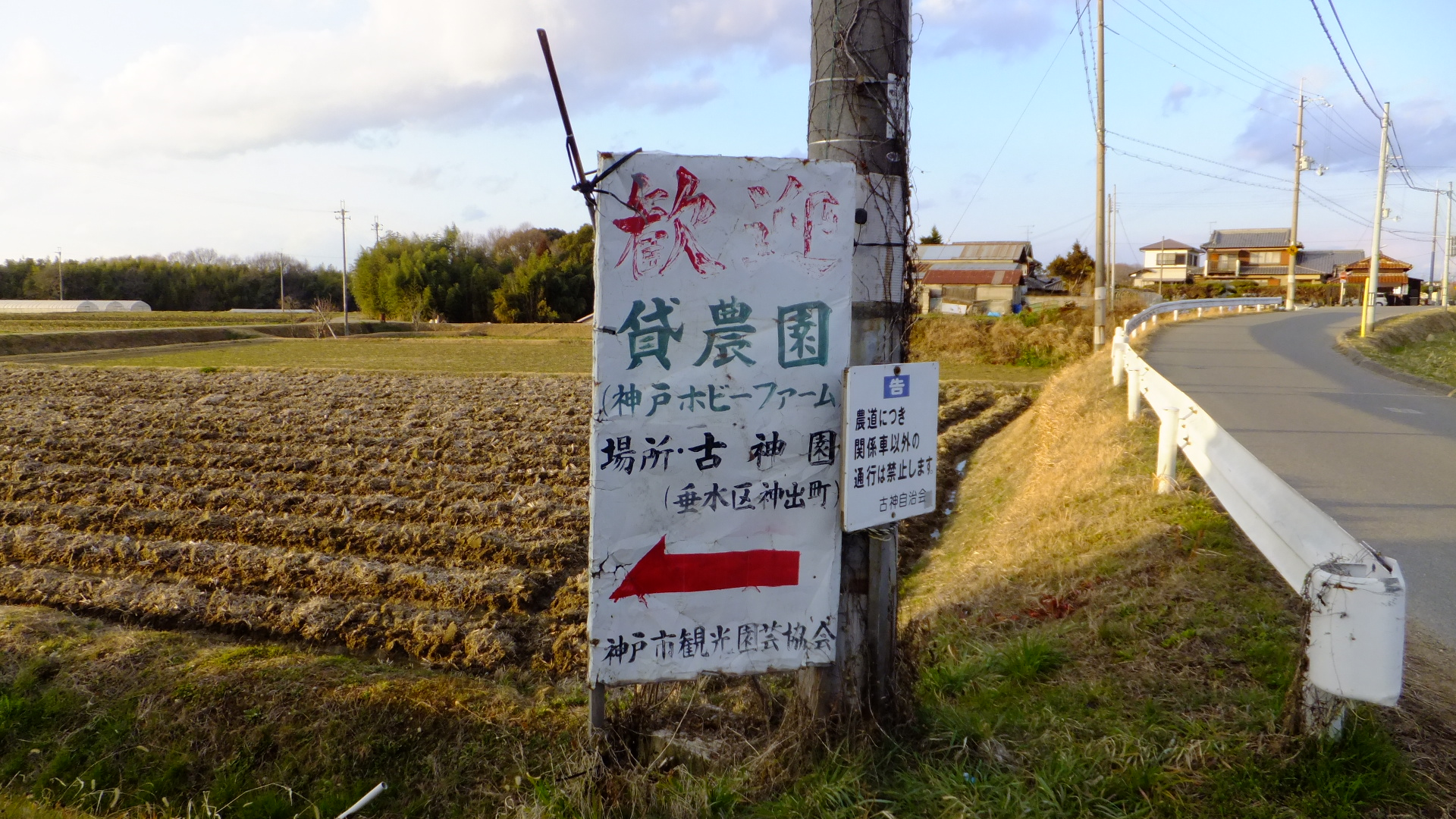
かつては垂水区であったので、跡方が残っている。

- 1982年（昭和57年）3月 - 西神ニュータウンが街開き[7]。
- 1982年（昭和57年）8月1日 - 垂水区のうち明石郡伊川谷村・櫨谷村・玉津村・平野村・押部谷村・神出村・岩岡村だった区域に西区を設置。分区当初の人口は約9万4000人[29][30][1]。
- 1984年（昭和59年）10月 - 神戸市立農業公園が開園[27]。
- 1985年（昭和60年）2月1日 - 神戸総合運動公園・神戸流通業務団地の区域を須磨区に編入。
- 1985年（昭和60年）3月 - 神戸研究学園都市が街開き[27]。
- 1989年（平成元年）4月 - 神戸市立西図書館が開館[27]。
- 1990年（平成2年）4月1日 - 神戸研究学園都市に4大学・1高専の移転や開学が開始[27]。
- 1995年（平成7年）1月17日 - 兵庫県南部地震（阪神・淡路大震災）が発生。
- 2022年2月14日 - 西区役所新庁舎がオープン（区役所庁舎を神戸市西区糀台5丁目4番地の1に移転）[31][32]。

## 地区

### 町名・大字

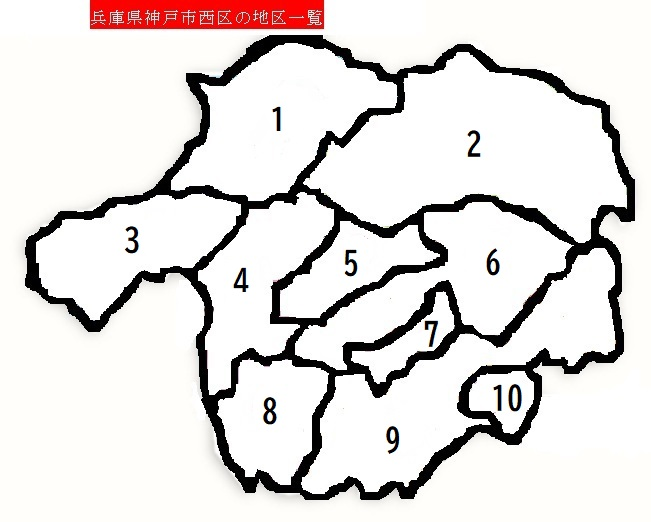
西区の地区一覧
1.神出町
2.押部谷町
3.岩岡町
4.平野町
5.西神中央
6.櫨谷町
7.西神南
8.玉津
9.伊川谷町
10.学園都市

- 10地区に分割される[29]。

#### 櫨谷地域
櫨谷川沿い・兵庫県道52号小部明石線と兵庫県道65号神戸加古川姫路線沿いに集落が形成されており、そこに農地が広がり、4世紀初頭には須恵器を生産していた。西神ニュータウン西神住宅地域と西神南ニュータウンの間に位置する。

#### 平野地域

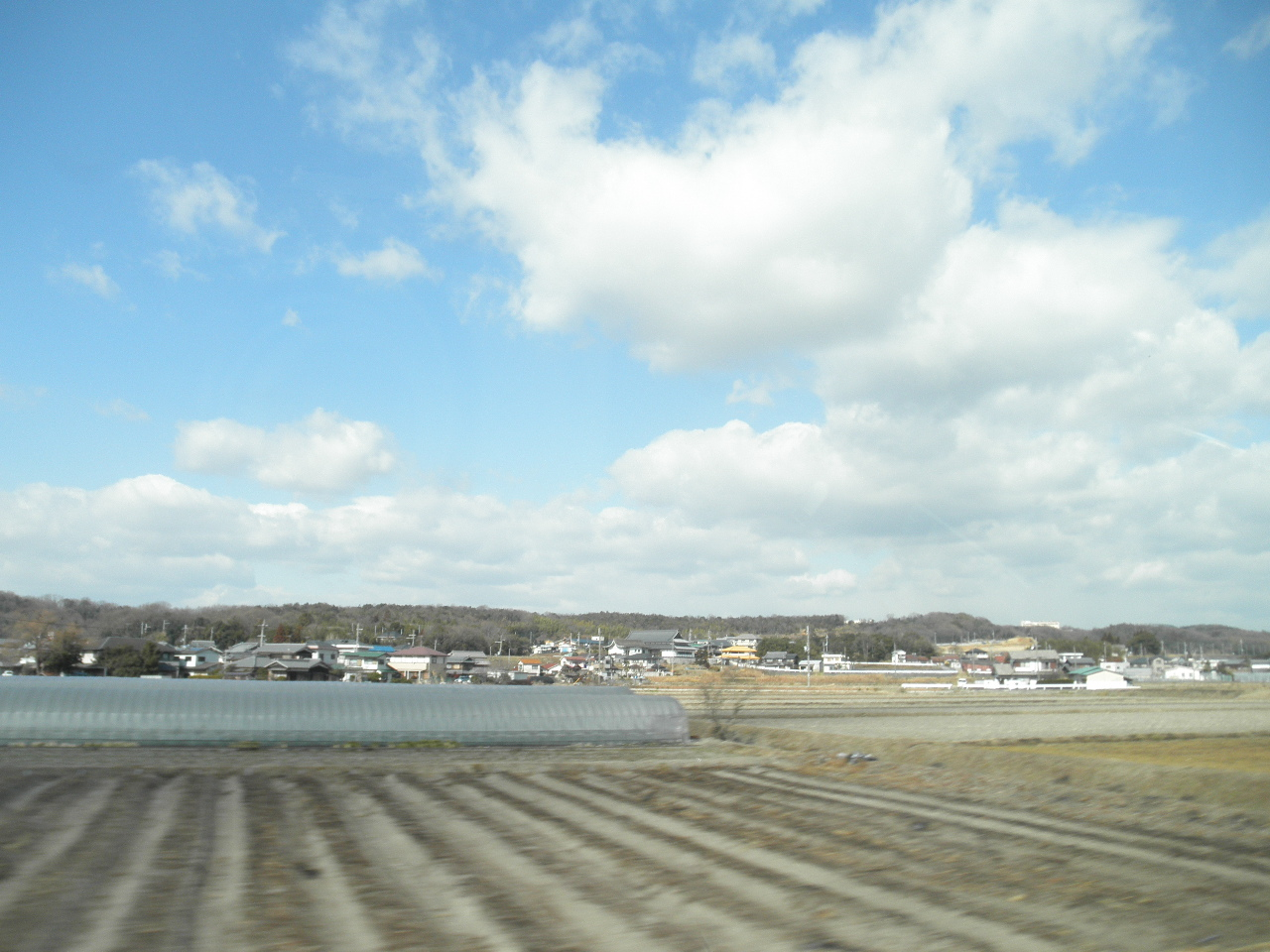
平野地域の街並み（平野町西戸田で撮影）

明石川沿いに広がる台地上で平坦な田園地帯であり、国道175号の沿線に集落が広がる。条里制地名が残されており、計画的な区分けがされている。

#### 神出地域

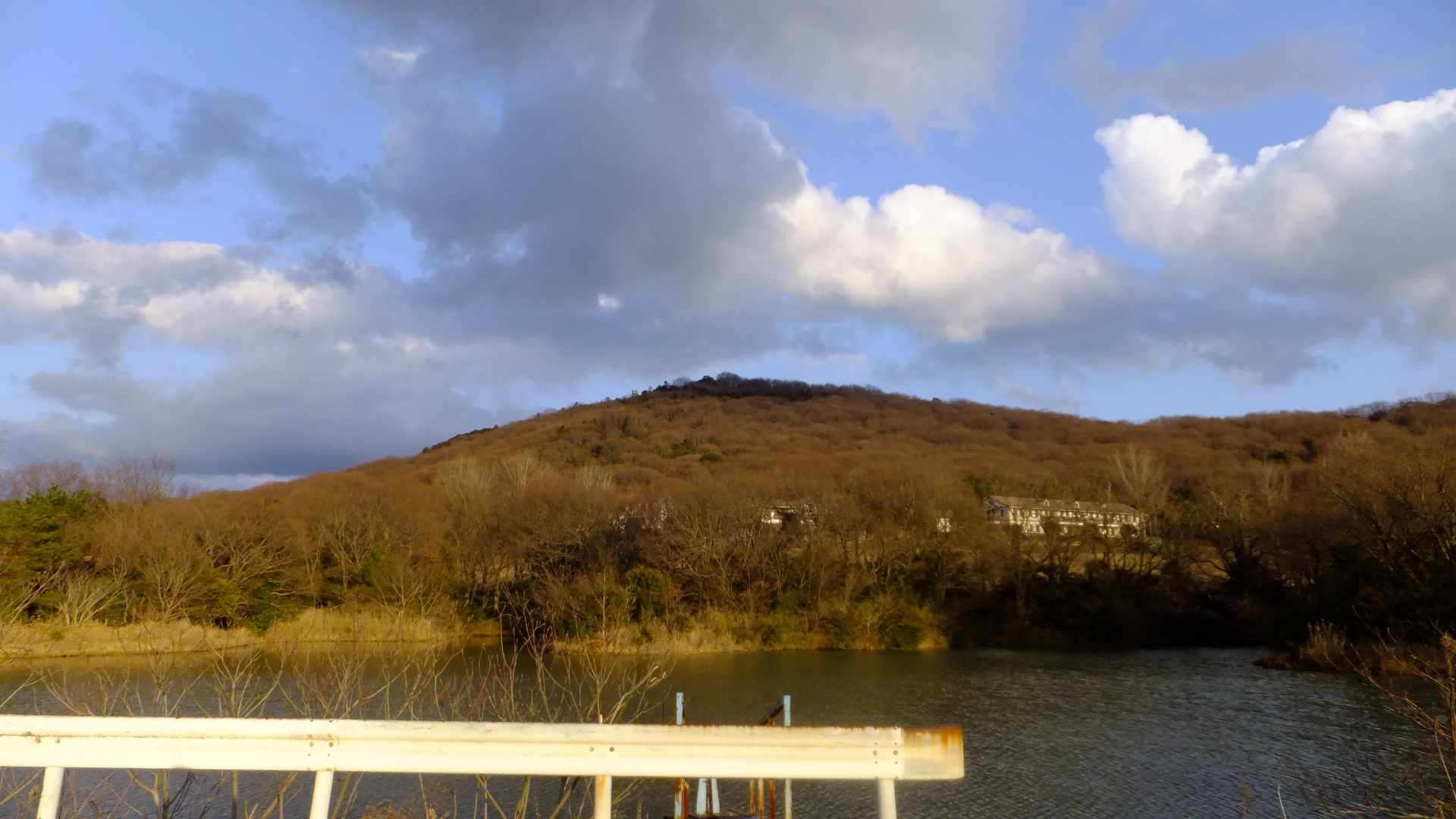
神出町の街並み（神出町小束野で撮影）

区の西北側に位置しており、三木市・加古郡稲美町と接しており、雄岡山と雌岡山の麓沿い印南野台地・印南台地にある田園地帯であり、圃場整備が進んでいる。全体的には農村地帯であるが、神出町五百蔵の一部では宅地開発が進められていた。

#### 伊川谷地域

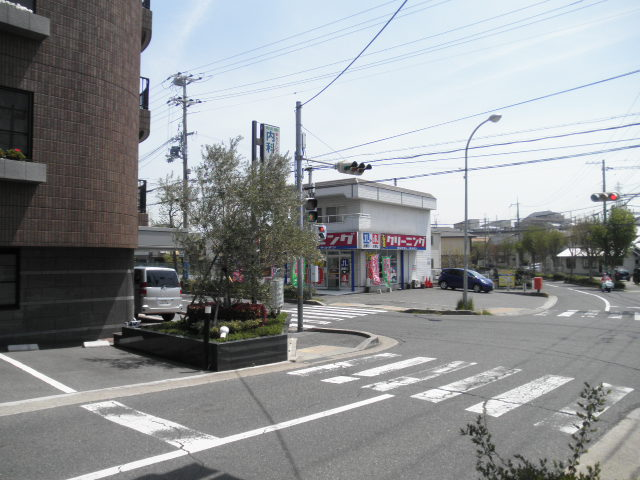
伊川谷地域の遠景（南別府2丁目で撮影）

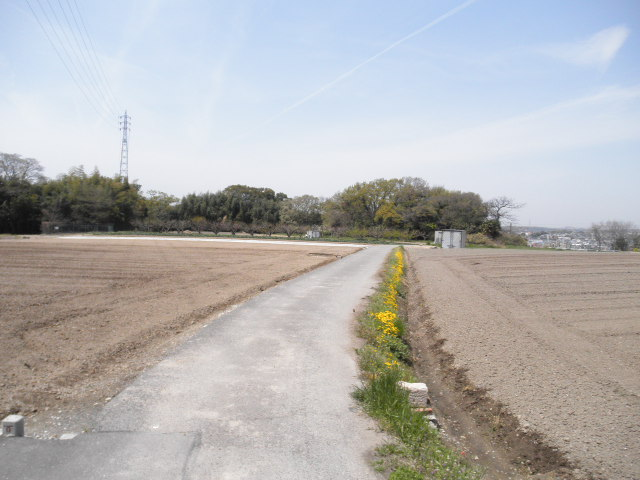
伊川谷地域の田園地帯（別府で撮影）

区内の南東部に位置し、旧・播磨国と旧・摂津国の国境であり、古くから集落が発達している。明石国衙が置かれていた。その中で池上を中心として街を形成しており、明石市と接している。明石川沿い・西神ニュータウンの一部である神戸研究学園都市に街が広がっており、大学などの教育機関が集中している。また、北側の伊川谷町上脇などは田園地帯が残されているが、伊川谷町布施畑は阪神高速道路北神戸線・兵庫県道65号神戸加古川姫路線が取り囲んでいる結節点であるため、交通の中心地である。また、太山寺などの宗教施設もある 。

#### 押部谷地域

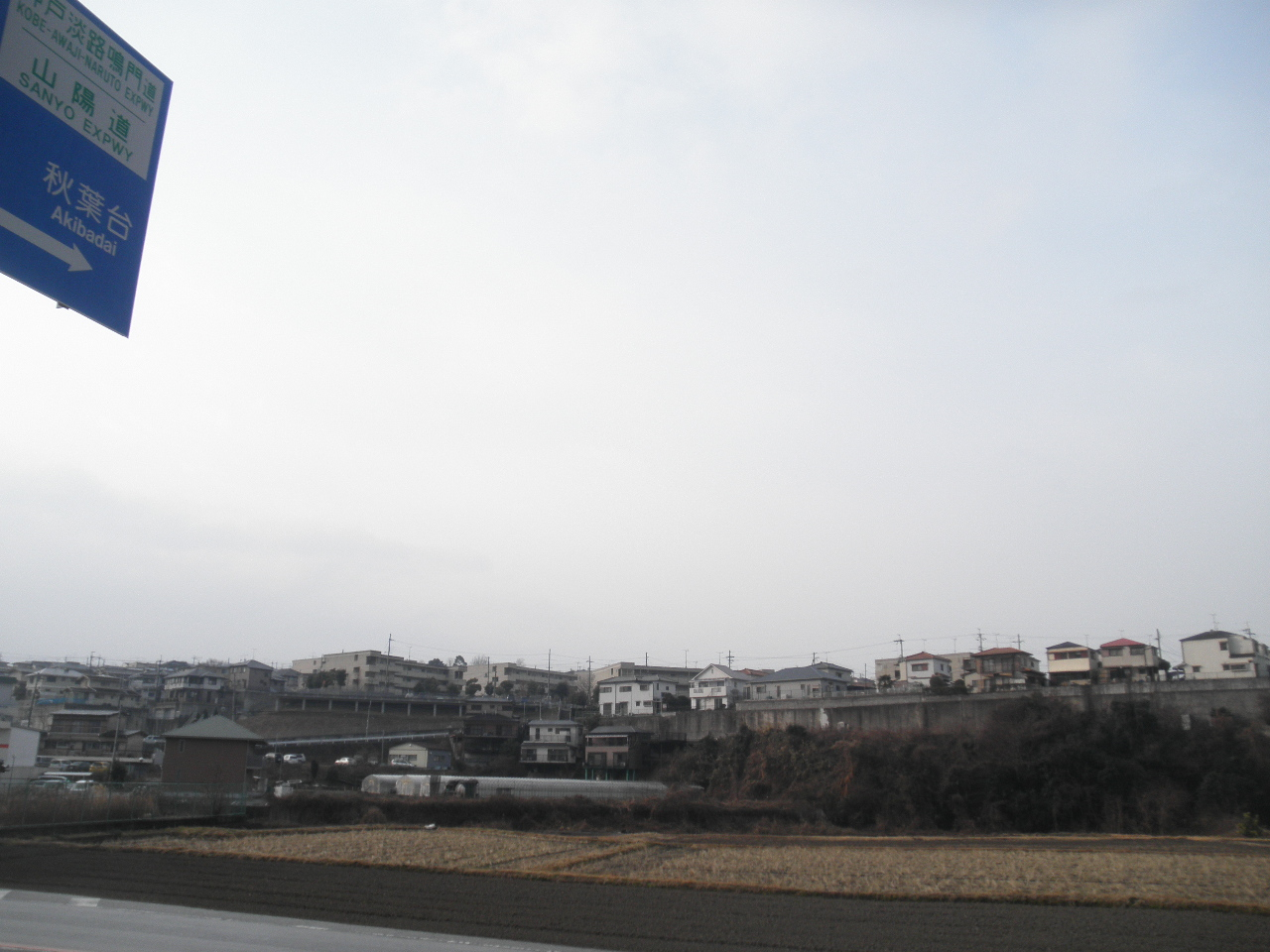
新興住宅地と田園地帯が混在している。（押部谷町木幡で撮影）

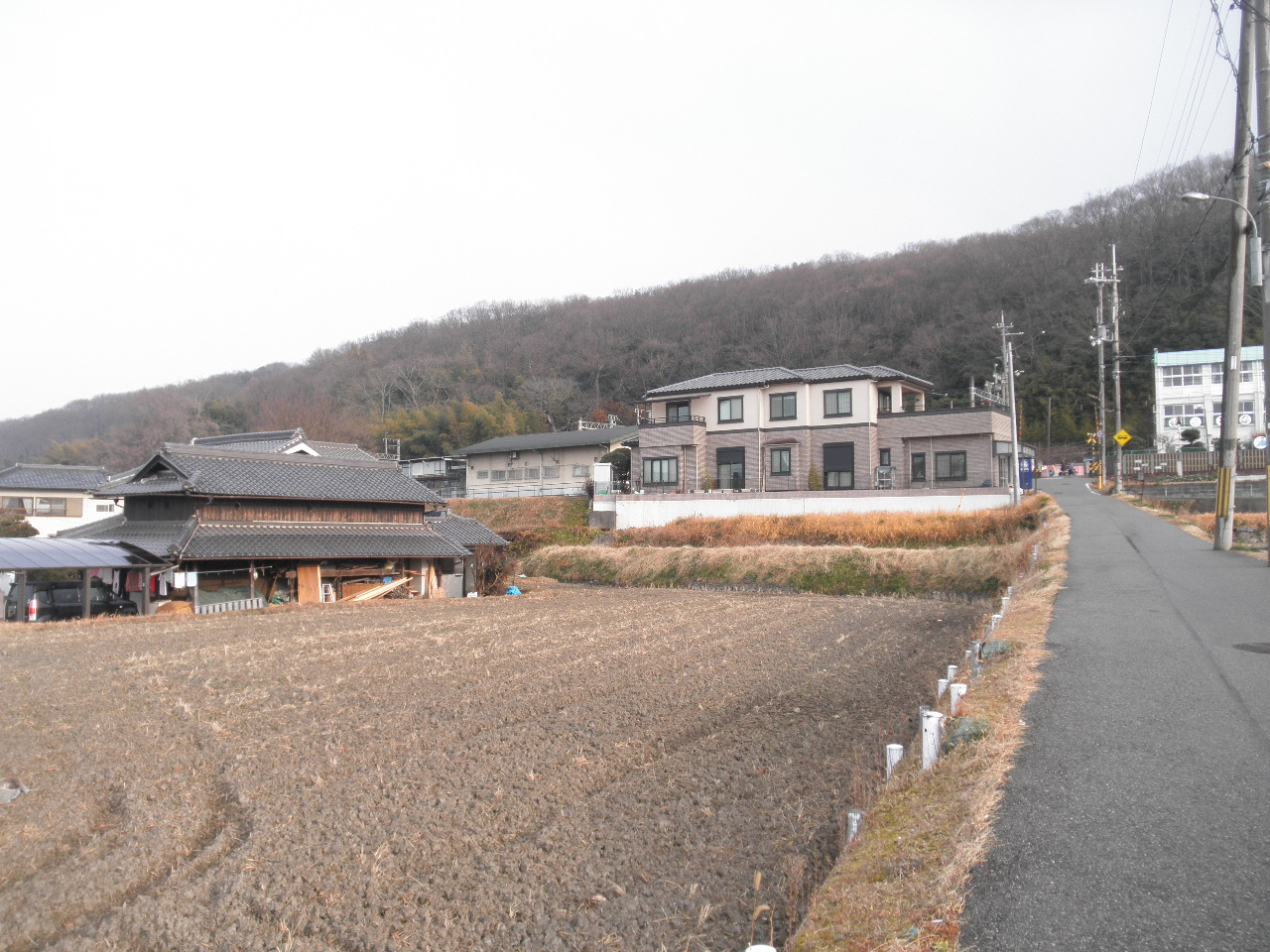
押部谷地区の農業地帯（押部谷町木幡で撮影）

新興住宅街と田園地帯が広がり、神戸電鉄粟生線の沿線沿いにあり、三木市と接する。神戸電鉄の沿線沿いにはニュータウンが広がっており、1970年代に開発された所が殆どである。また、近江寺や木津磨崖石仏などの古い施設・神戸ワイン城などの観光施設がある。

#### 玉津地域

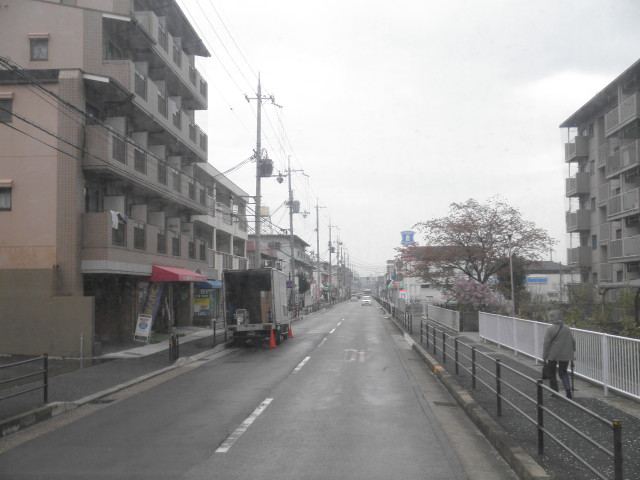
玉津地区の街並み（王塚台5丁目で撮影）

区内の中心部であり、河口付近が入り江となっているかつ湿地帯のために弥生時代からの遺跡が多く、土器や銅鐸などが発掘されている。さらには8世紀頃に行基によって開墾された農村地帯、中世は枝吉城の城下町と明石郡の中心であった。近年では西区分離前の1976年7月に玉津土地区画整理により、農村地帯から曙町・枝吉・王塚台・持子・森友が誕生し、その後は国立視力障害センターなどの福祉施設や行政施設・商業施設が集中し、第二神明道路玉津インターチェンジが立地し、交通の要となっている。明石市に隣接しており、結びつきが強い。

#### 岩岡地域

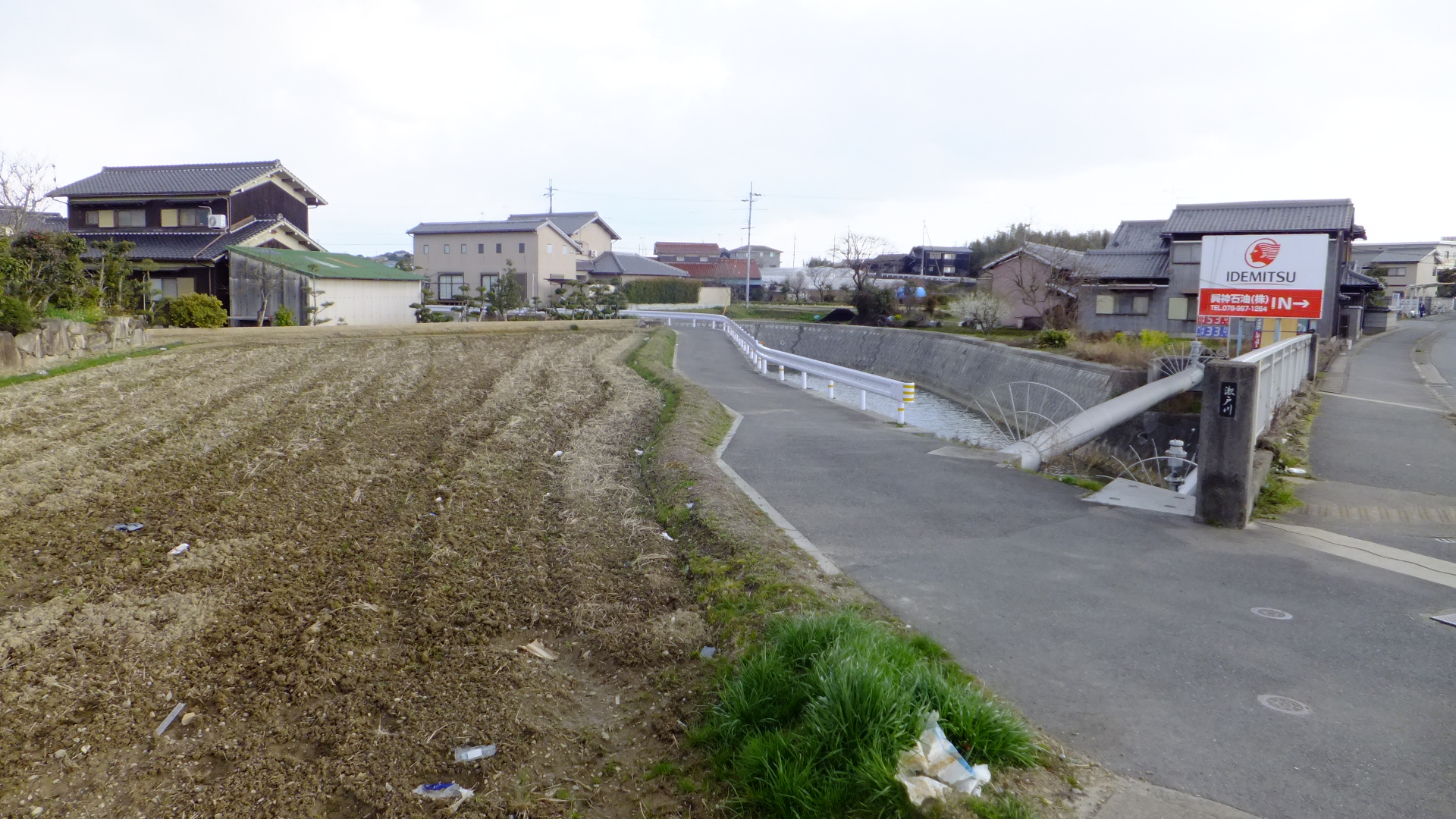
岩岡町の街並み（岩岡町岩岡で撮影）

区の西側の印南野台地に位置しており、明石市と加古郡稲美町に接している。近郊農業地帯であるが、宅地開発も行われている。また、ため池が多い。

#### 西神ニュータウン

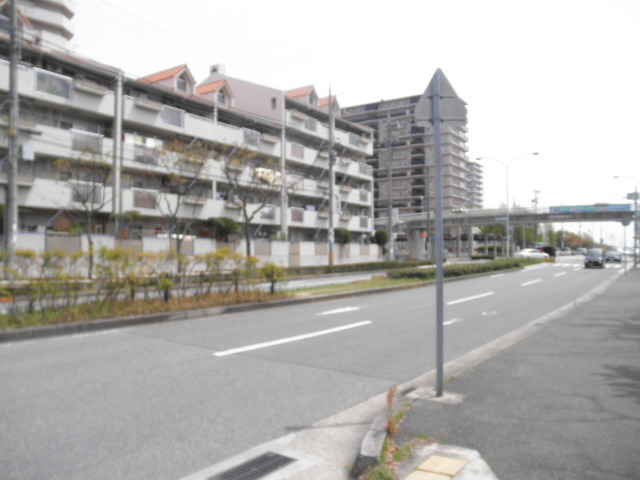
西神ニュータウンの街並み（糀台5丁目で撮影）

須磨区にまたがるニュータウン地帯であり、1938年に野田文一郎によって明石平野に新都市を計画することを発表し、1965年の市議会で原口忠次郎が宅地計画を挙げ、1970年頃に未利用地であった都市計画を安易にしやすい高塚山などを切り開いて開発した。また、全国で初めて付加価値の高い産業を目的とする工業団地を目的として開発されており、工業地帯と近接する職住近接も目的として工業団地と社宅・マンションなどの住宅地が多くかつ商業・工業・公共・教育施設が充実しており、副都心機能を持つ。

### 町名・大字の変遷

#### 垂水区時代
- 1972年4月 - 押部谷町福住と押部谷町押部の一部から分離して、美穂が丘が誕生する[65][66]。
- 1972年12月 - 押部谷町西盛と押部谷町福住の一部から分離して、富士見が丘が誕生する[66][66]。
- 1976年7月 - 玉津町吉田の一部から分離して、曙町・枝吉・持子・玉津町森友の一部からは森友が誕生する[1][53][67]。
- 1976年11月 - 押部谷町木見と押部谷町木幡の一部から分離して秋葉台が誕生する[1]。
- 1978年2月 - 押部谷町栄と押部谷町木幡と押部谷町木見の一部から分離して桜が丘中町・桜が丘西町・桜が丘東町が誕生する[68]。
- 1979年2月 - 押部谷町高和と押部谷町養田・櫨谷町寺谷・平野町堅田の一部から分離して高塚台が誕生する[69]。
- 1972年12月 - 岩岡町古郷字福吉西の一部から分離して、福吉台が誕生する[66]。
- 1981年8月 - 櫨谷町池谷と櫨谷町福谷と櫨谷町寺谷・押部谷町高和の一部から分離して狩場台が誕生する[70]。
- 1981年12月 - 櫨谷町池谷と櫨谷町福谷字糀ヶ谷と櫨谷町寺谷と櫨谷町長谷の一部から分離して糀台が誕生する[68]。

#### 西区時代
- 1982年8月 - 押部谷町西盛字北山と富士見が丘2丁目・3丁目の一部から分離して北山台が誕生する[68]。
- 1982年8月 - 押部谷町西盛から分離して高雄台が誕生する[69]。
- 1982年11月 - 平野町大畑と平野町繁田と平野町宮前と平野町常本・櫨谷町寺前と櫨谷町栃木と櫨谷町菅野の一部から分離して春日台が誕生する[71]。
- 1983年11月 - 玉津町二ツ屋と玉津町小山・平野町慶明の一部から分離して天が岡が誕生する[72]。
- 1984年3月 - 平野町繁田と平野町堅田の一部から分離して、美賀多台が誕生する[65]。
- 1984年7月 - 伊川谷町前開と伊川谷町小寺・伊川谷町長坂の一部から分離して学園西町・学園東町が誕生する[71]。
- 1985年2月 - 伊川谷町上脇と伊川谷町別府の一部から分離して池上が誕生する[73]。
- 1985年5月 - 櫨谷町寺谷と櫨谷町栃木と櫨谷町長谷の一部から分離して竹の台が誕生する[69]。
- 1986年5月 - 押部谷町押部と押部谷町福住の一部から分離して月が丘が誕生する[74]。
- 1986年5月 - 玉津町居住と玉津町小山と玉津町田中・平野町慶明の一部から分離して長畑町が誕生する[74] [75]。
- 1986年7月 - 伊川谷町潤和と伊川谷町別府の一部から分離して天王山が誕生する[74]。
- 1987年2月 - 伊川谷町別府・伊川谷町上脇の一部から分離して今寺が誕生する[59]。
- 1986年7月 - 玉津町出合の一部から分離して中野が誕生する[74]。
- 1987年2月 - 伊川谷町前開の一部から分離して室谷が誕生する[67]。
- 1987年2月 - 伊川谷町有瀬・伊川谷町上脇・伊川谷町別府の一部から分離して大津和が誕生する[76]。
- 1987年2月 - 岩岡町古郷・岩岡町岩岡字新地の一部から分離して上新地が誕生する[70]。
- 1987年2月 - 岩岡町古郷と岩岡町西脇字大澤の一部から分離して竜が岡が誕生する[77]。
- 1987年5月 - 櫨谷町寺谷と櫨谷町栃木・櫨谷町菅野の一部から分離して樫野台・学園東町が誕生する[71]。
- 1991年7月 - 伊川谷町井吹の一部から分離して井吹台西町・井吹台東町が誕生する[59]。
- 1992年5月 - 玉津町田中字宮ノ下の一部から分離して宮下が誕生する[67]。
- 1997年6月 - 岩岡町西脇・岩岡町古郷・竜が岡2丁目の一部から分離して、大沢が誕生する[76]。
- 1998年3月 - 押部谷町木見と押部谷町木津の一部から分離して、見津が丘が誕生する[65]。
- 1999年6月 - 玉津町二ツ屋と小山と玉津町丸塚と長畑町の一部から分離して、二ツ屋が誕生する[65]。
- 1999年6月 - 玉津町水谷と玉津町高津橋と玉津町今津の一部から分離して、水谷が誕生する[65]。
- 1999年9月 - 玉津町小山の一部から分離して小山が誕生する[68]。
- 2000年3月 - 玉津町丸塚と二ツ屋の一部から分離して、丸塚が誕生する[65]。
- 2001年2月 - 伊川谷町前開と伊川谷町上脇と伊川谷町小寺の一部から分離して前開南町が誕生する[69]。
- 2001年6月 - 玉津町高津橋の一部から分離して和井取が誕生する[77]。

## 地域

### 役所・出張所・連絡所
| 施設名               | 画像 | 備考                                                                 |
| -------------------- | ---- | -------------------------------------------------------------------- |
| 西区役所             |      | 2022年2月14日に新庁舎での業務開始。                                  |
| 玉津支所             |      | 2022年2月18日業務開始。                                              |
| 伊川谷連絡所         |      |                                                                      |
| 押部谷連絡所         |      |                                                                      |
| 神出連絡所           |      |                                                                      |
| 岩岡連絡所           |      |                                                                      |
| 櫨谷連絡所           |      |                                                                      |
| 平野連絡所           |      |                                                                      |
| (廃止)西神中央出張所 |      | 2022年2月14日の西区役所新庁舎の業務開始に伴い、2022年2月10日で廃止。 |

### 公共施設

#### 警察
- 神戸西警察署

#### 消防
- 神戸市西消防署

#### 郵便局
集配郵便局
- 神戸西郵便局

無集配郵便局
- 伊川谷郵便局
- 玉津郵便局
- 神戸押部谷郵便局
- 神戸学園西町郵便局
- 神戸岩岡郵便局
- 神戸高津橋郵便局
- 神戸桜が丘郵便局
- 神戸狩場台郵便局
- 神戸春日台郵便局
- 神戸竹の台郵便局
- 神戸美賀多台郵便局
- 神戸富士見が丘郵便局
- 神戸有瀬郵便局
- 神出郵便局
- 西神南センタービル内郵便局
- 櫨谷郵便局

簡易郵便局
- 神戸西戸田簡易郵便局

#### 文化施設
- なでしこ芸術文化センター[81] ※2022年10月1日開設
  - 西神中央ホール
  - 神戸市立西図書館[82]

#### 健康
- 兵庫県立リハビリテーション中央病院
- 足立病院
- 医療法人実風会新生病院
- さぎの病院
- 医療法人社団菫会伊川谷病院
- 関西青少年サナトリューム
- みどり病院
- 医療法人誠仁会協和病院
- 財団法人復光会垂水病院
- 雄岡病院
- 医療法人敬性会白鷺サナトリューム
- 久野病院
- 垂水病院
- 医療法人聖和錦秀会神出病院
- 広野高原病院

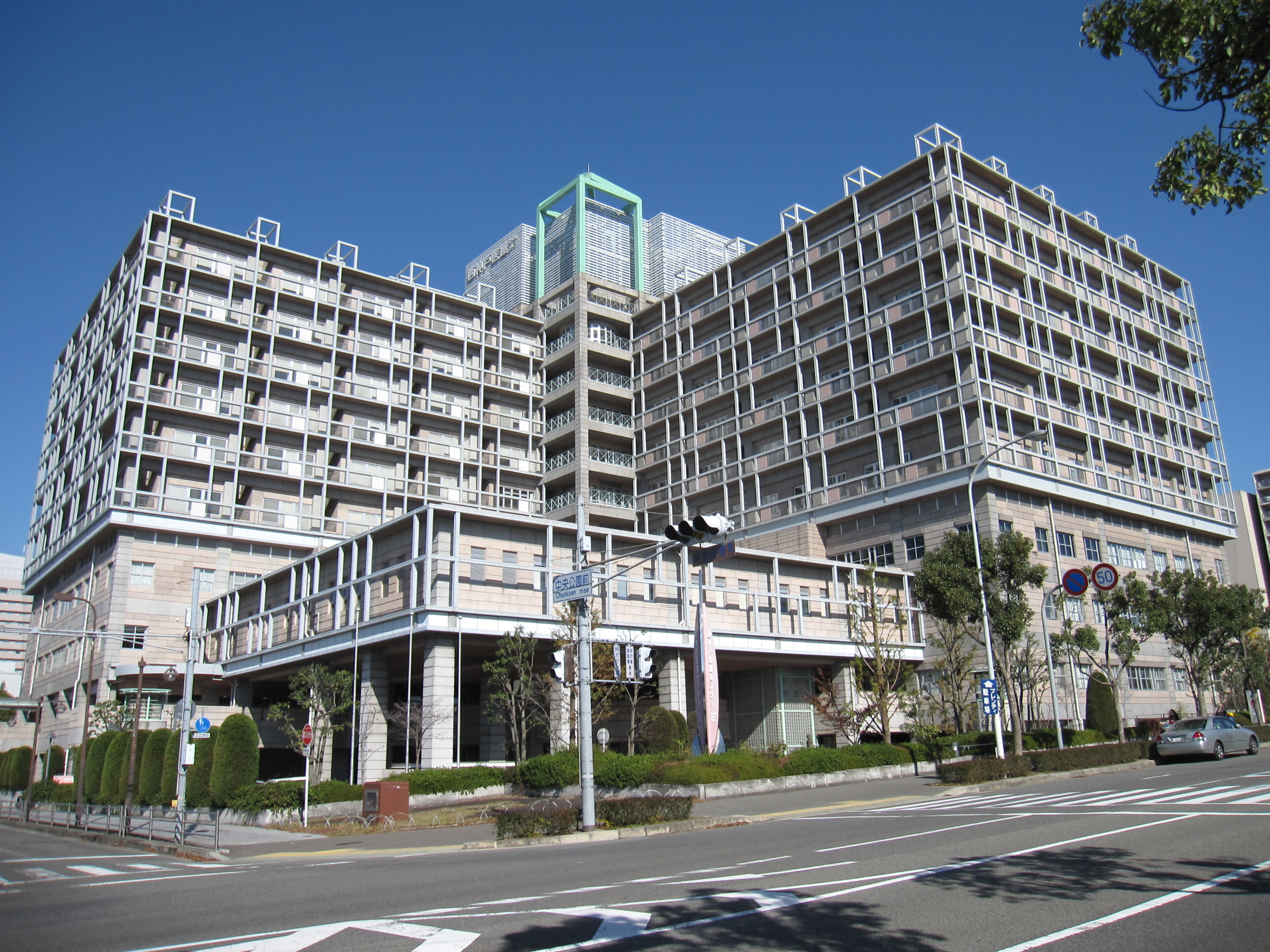
西神戸医療センター

- 神戸市立西神戸医療センター - 神戸市5病院群・神戸市民病院群の一つ
- 偕生病院
- 国立神戸視力障害センター

#### その他の施設
- 国立研究開発法人情報通信研究機構　未来ICT研究所
- ハローワーク西神[83]

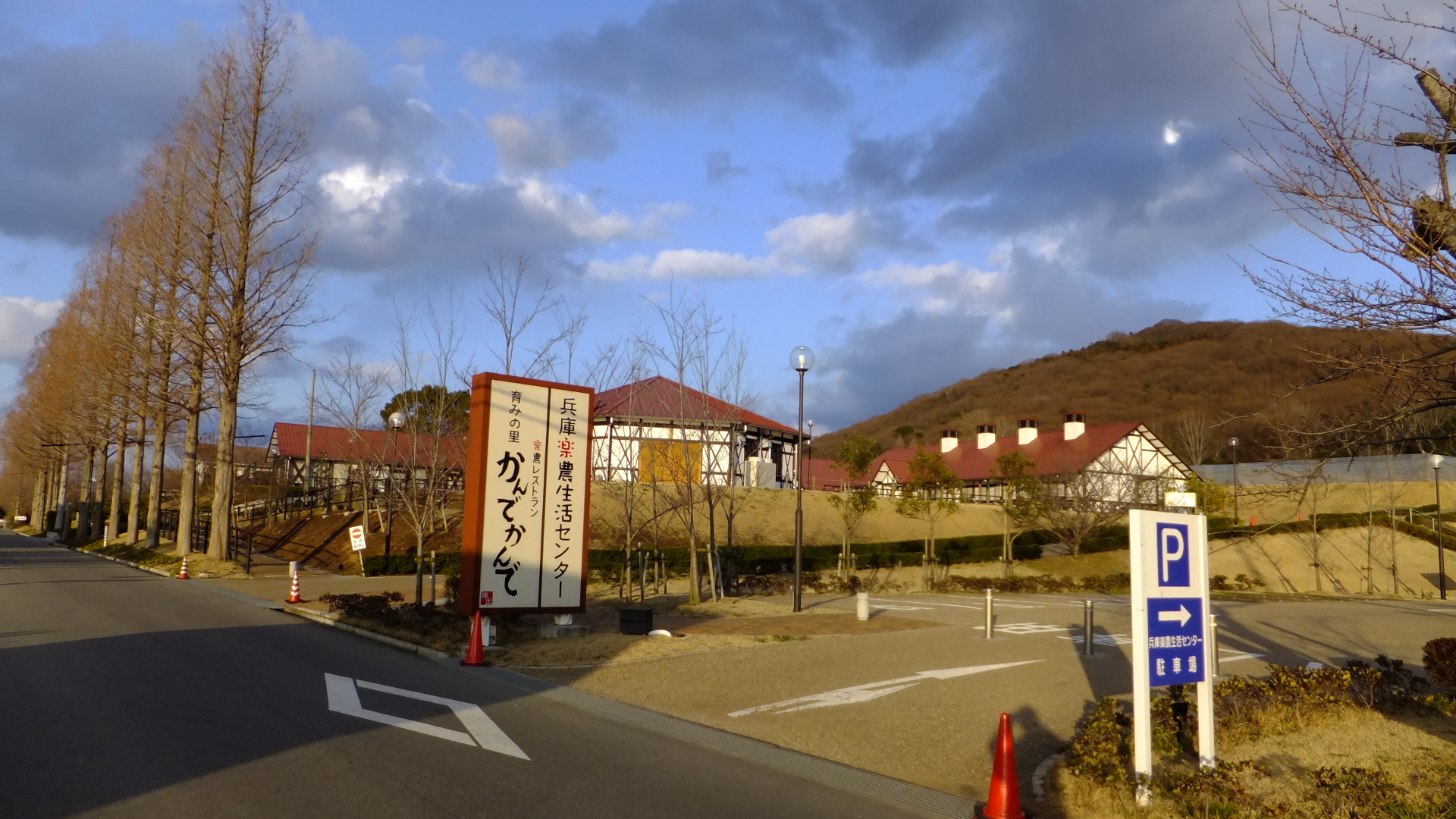
兵庫楽農生活センターかんでかんで
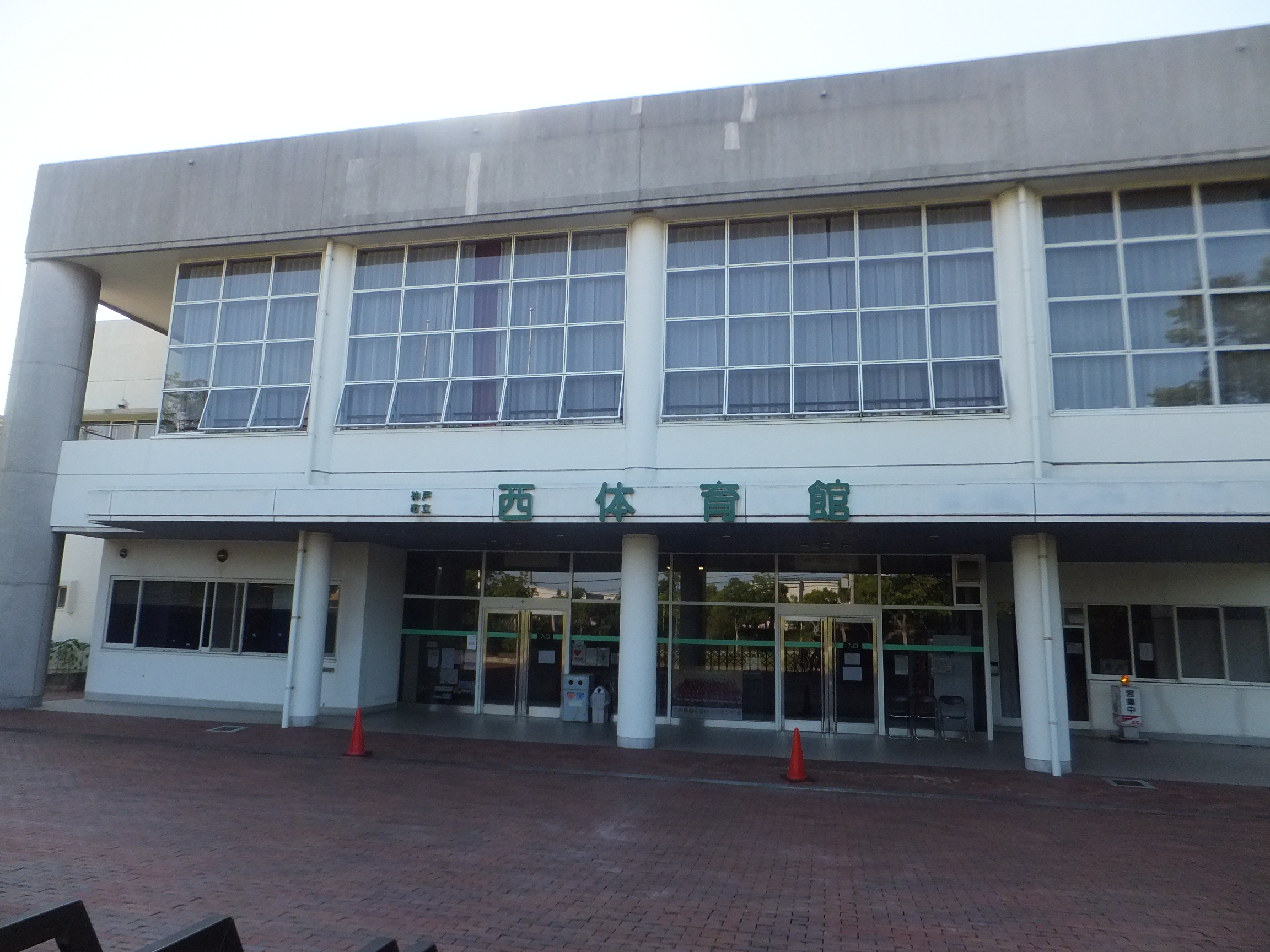
神戸市立西体育館

- 兵庫楽農生活センターかんでかんで
- 神戸市立西体育館

### 住宅団地
西神ニュータウン開発によるもの
- 都市再生機構アミティ学園西町
- 都市再生機構アクティ学園西町
- 都市再生機構ルゼフィール井吹台
- 市営学園西住宅
- 市営西神井吹台住宅
- 市営西神南住宅
- 市営竹の台住宅
- エルタウン学園
- パルタウン学園
- 研究学園団地
- アースシティ西神南
- ヴィル・ド・ヴァン西神南
- エリオ西神南
- グランコリーナ西神南
- モンセーヌ西神南
- ベルエール西神南
- サザンヒルズ井吹台
- 井吹台東シティコート
- ラ・フォルテ西神中央
- ネクスステージ西神中央
- オークスクエア西神中央
- アバンドーネ西神中央
- グランベール西神中央
- アコーデリア西神中央
- エルシー美賀多台
- ウェル・メロード狩場台

押部谷地区
- 県営緑が丘住宅
- 県営木幡住宅
- 市営押部谷住宅
- 市営栄住宅

玉津地区
- 県営玉津住宅
- 県営玉津北住宅
- 県営玉津南住宅
- 県営玉津東住宅
- 県営玉津王塚住宅
- 県営玉津出合住宅
- 県営玉津居住住宅
- 県営玉津今津住宅
- 市営王塚住宅
- 市営玉津住宅
- 市営玉津北住宅
- 市営玉津西住宅
- 市営玉津東住宅
- 市営日輪寺住宅

その他の地区
- 都市再生機構タウンハウス岩岡
- 県営伊川谷住宅
- 県営有瀬住宅
- 県営赤羽住宅
- 県営竜が岡住宅
- 市営岩岡住宅
- 市営福吉台住宅

## 経済

### 産業
丘陵地や田園を開発した工業団地が多く、本拠を置く企業や工場が多い。

#### 農業
近郊農業地帯であり、観光農園や直売所が数多く存在している。稲作のほかに野菜、果樹、花き、畜産物などの生産が盛んである。

##### 特産物
- 苺
- 神戸ワイン
- トマト
- キャベツ
- チンゲンサイ
- ホウレンソウ
- 春菊
- 小松菜
- 梨
- イチジク
- チューリップ
- トルコギキョウ
- 菊
- 神戸牛

#### 商業
- 西神中央駅ショッピングセンター[86]

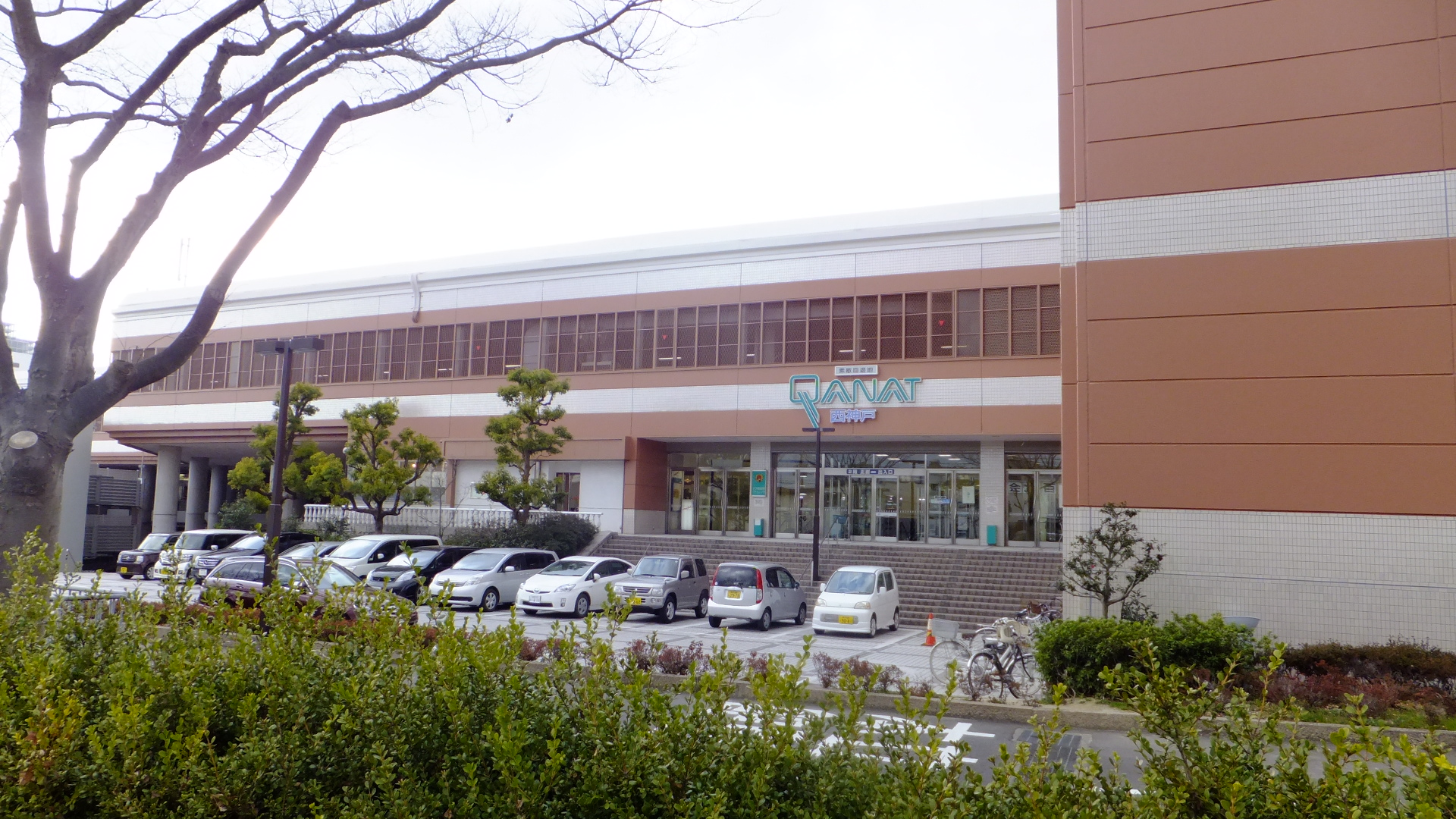
カナート西神戸

- イオンフードスタイル西神中央店（プレンティ）
- イオンフードスタイル神戸学園店（キャンパススクエア）
- コープ西神南（セリオ）[87]
- イズミヤ西神戸店（カナート西神戸）[88]
- 神戸オリエンタルホテル
- 若松塾
- 佐川急便
- アルプス[89]

#### 工業

##### 本拠を置く企業

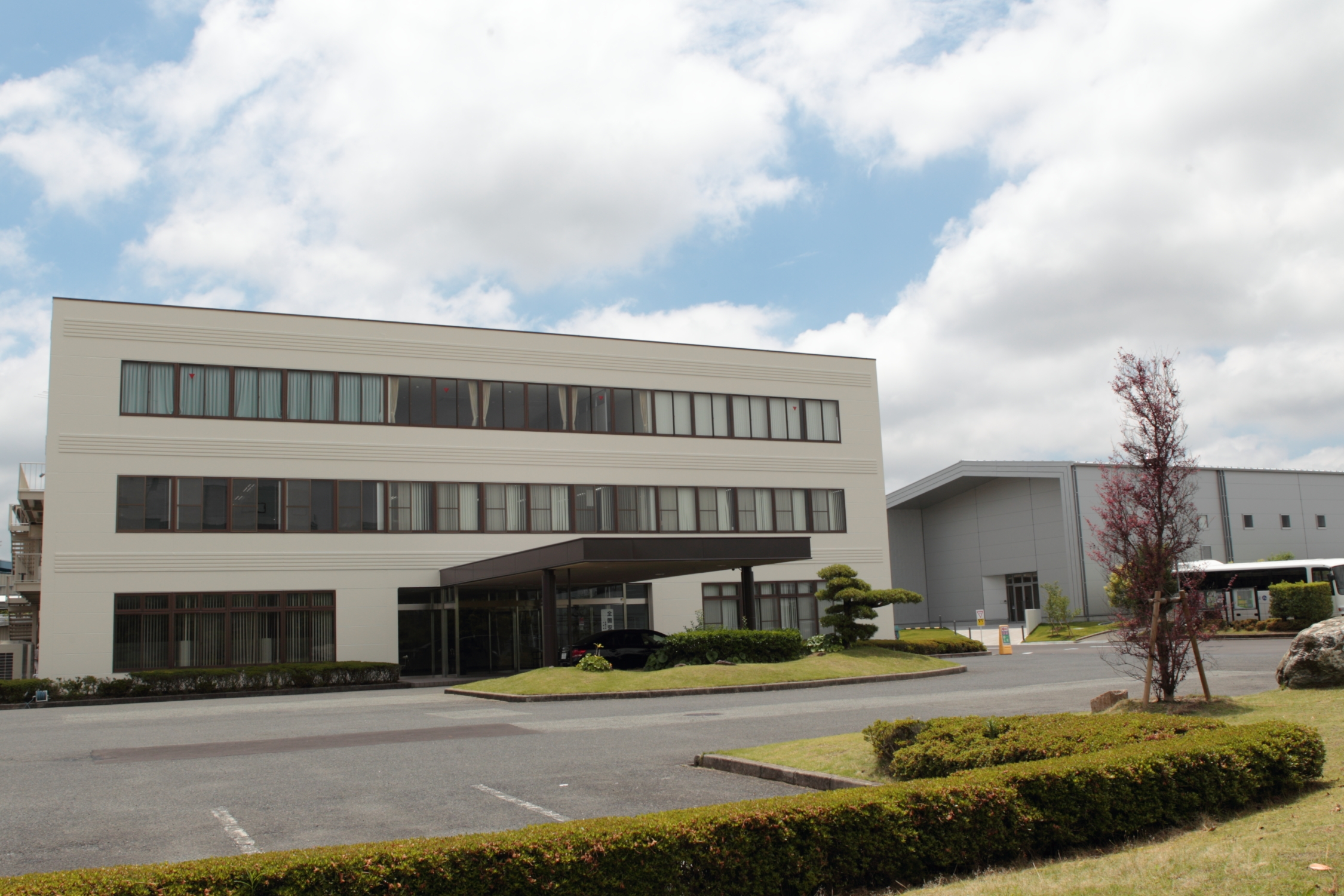
エア・ウォーター防災

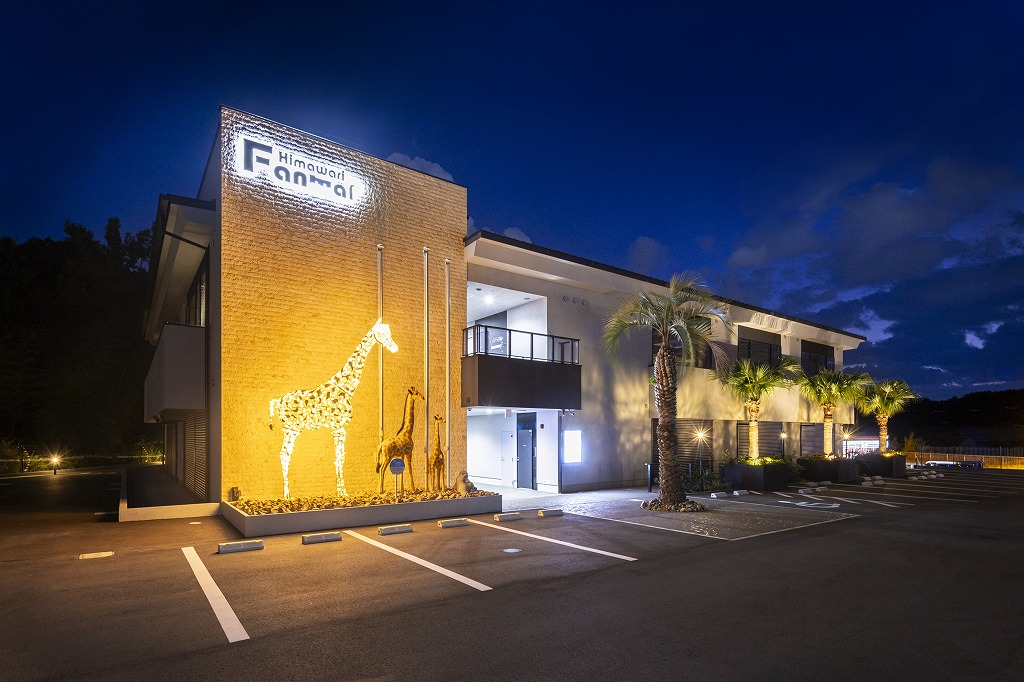
ひまわりライフ（ひまわりファンメル）

- イデア[90]
- エア・ウォーター防災[91]
- エクセレント[84]
- エスアールエンジニアリング[92]
- 大島金属[84]
- 関西樹脂[84]
- コスメック[93]
- ジェイテック[94]
- 大栄電機[95]
- タカギエンジニアリング[84]
- タカヤマ[84]
- DXアンテナ[96]
- ハンシン[84]
- 阪神機器[84]
- ひまわりライフ[97]
- 松村石油化成[84]
- 摩耶堂製薬（ロート製薬グループ）
- 安福ゴム工業[84]
- ユタカ産業[84]

（アイウエオ順）

##### 支店・営業所・工場を置く企業
- 川崎重工業西神戸工場

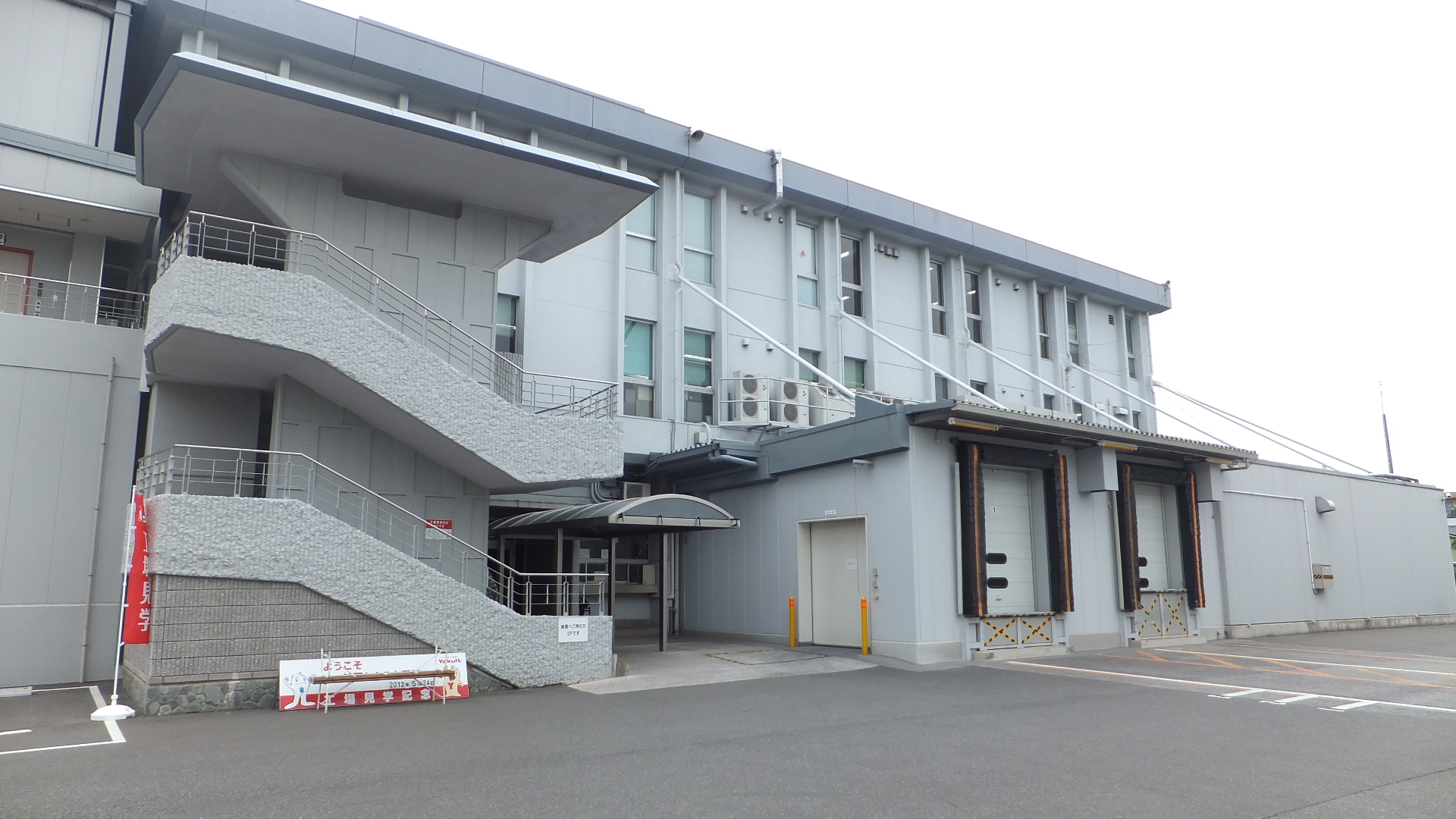
神戸ヤクルト

- 神戸新聞社神戸製作センター - 神戸新聞・デイリースポーツの印刷工場
- 神戸ヤクルト
- シャトレーゼ神戸工場

##### 工業地帯
- 西神工業団地
- 西神第2工業団地
- 神戸複合産業団地

#### 金融機関

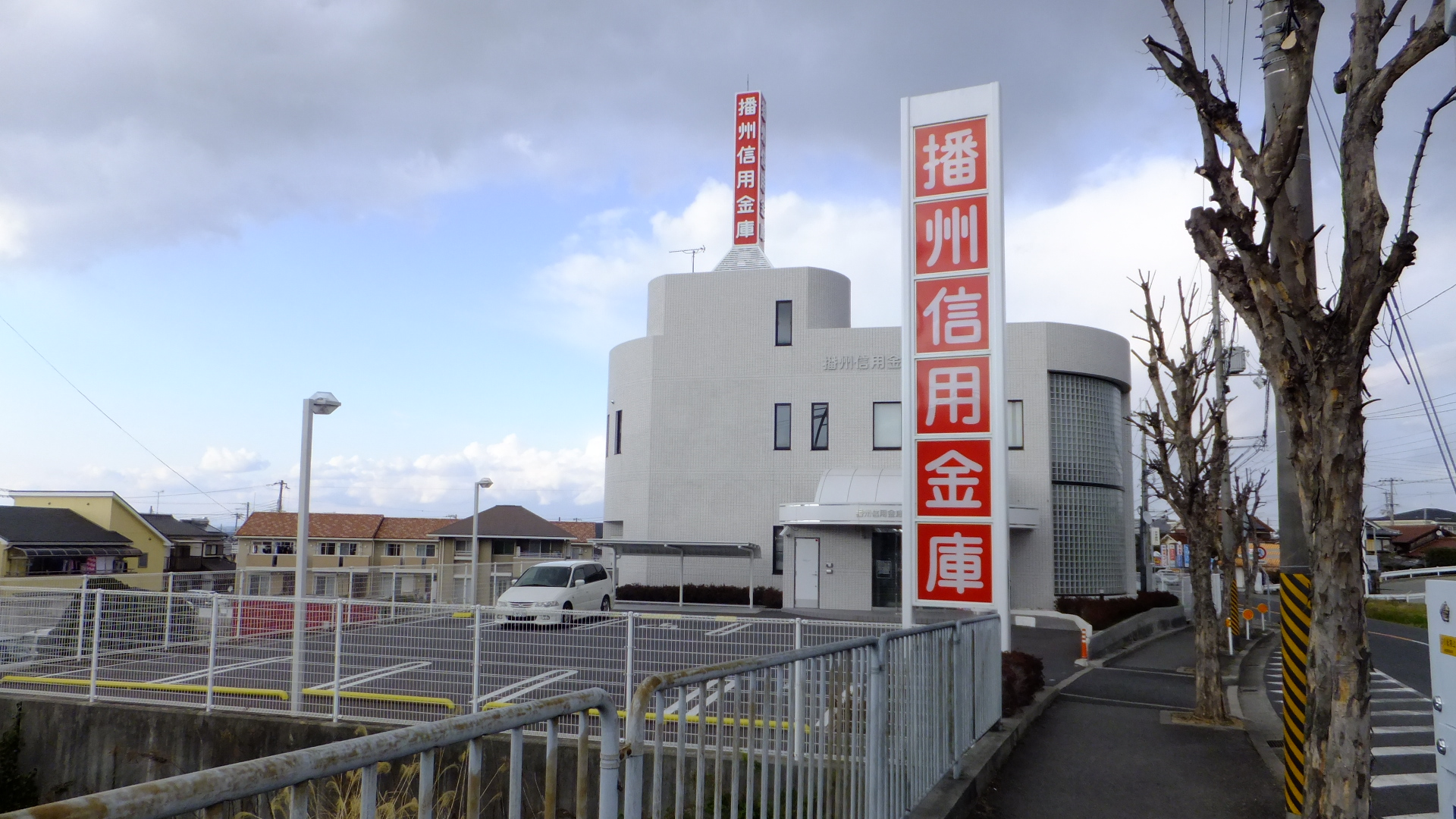
播州信用金庫 大久保支店

- みなと銀行
- 三井住友銀行
- 播州信用金庫
- りそな銀行
- 神戸信用金庫

## 教育

### 大学
- 兵庫県立大学神戸学園都市キャンパス（旧神戸商科大学）[98]
経済学部、大学院経済学研究科、経営学部、大学院経営学研究科が使用している
- 神戸市外国語大学[98]
- 神戸市看護大学[98]
- 流通科学大学[98]
- 神戸学院大学有瀬キャンパス[98]
- 甲南大学廣野グラウンド（学部は使用しない）
- 神戸芸術工科大学[98]

### 高等専門学校
- 神戸市立工業高等専門学校[98]

### 専門学校（専修学校専門課程）
- 西神看護専門学校[98]
- 神戸市医師会看護専門学校[98]
- トヨタ神戸自動車大学校[98]

### 高等学校
- 兵庫県立伊川谷高等学校[98][99]
- 兵庫県立伊川谷北高等学校[98][99]
- 兵庫県立神戸高塚高等学校[98][99]
- 滝川第二高等学校[98]

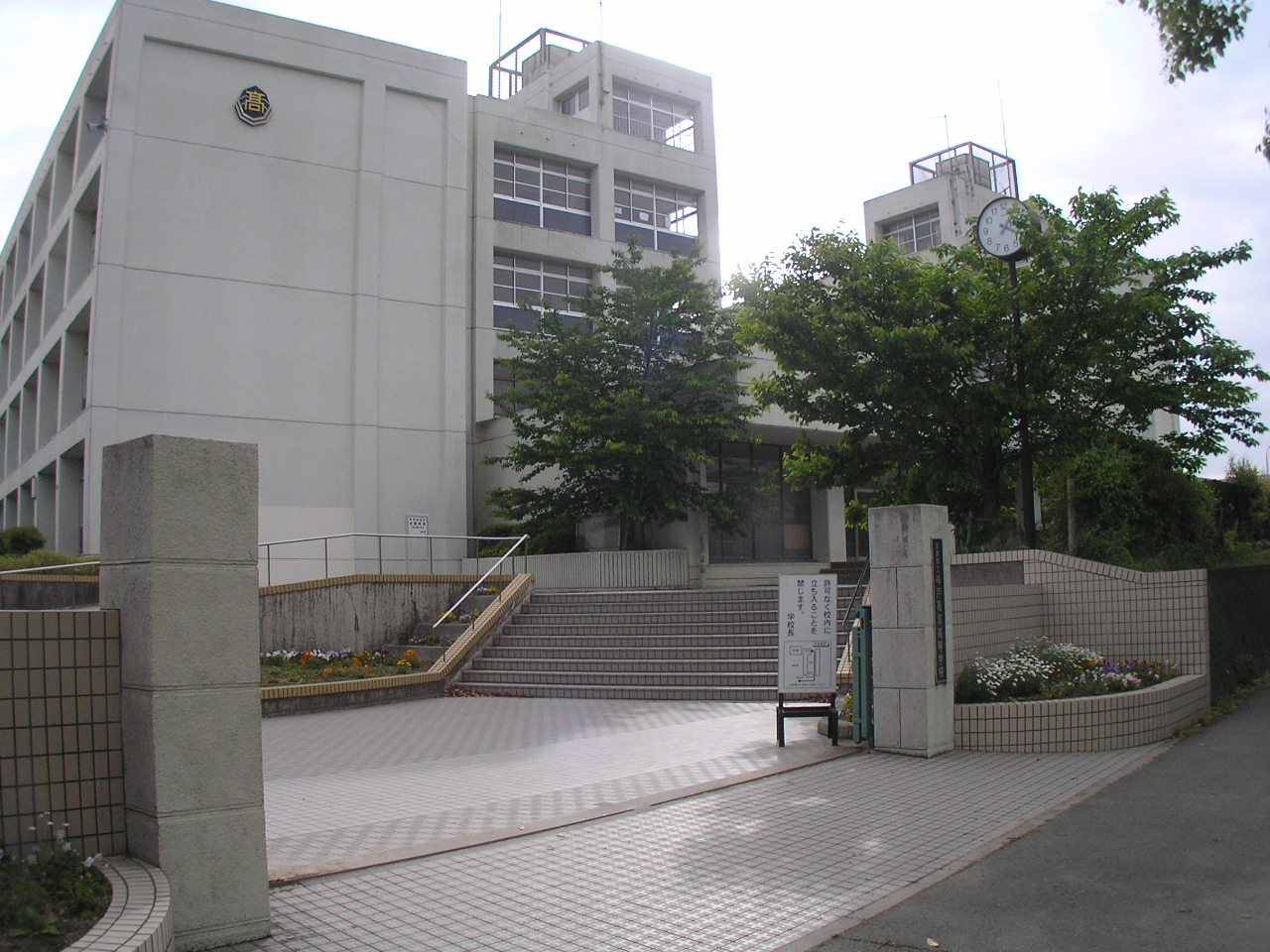
兵庫県立神戸高塚高等学校

- 神戸第一高等学校西キャンパス[98]（旧・神戸市立神戸西高等学校）

### 中学校
- 神戸市立太山寺中学校
- 神戸市立長坂中学校
- 神戸市立井吹台中学校
- 神戸市立伊川谷中学校
- 神戸市立櫨谷中学校

- 神戸市立桜が丘中学校
- 神戸市立押部谷中学校
- 神戸市立玉津中学校
- 神戸市立王塚台中学校
- 神戸市立平野中学校

- 神戸市立西神中学校
- 神戸市立神出中学校
- 神戸市立岩岡中学校
- 私立滝川第二中学校

### 小学校
- 神戸市立東町小学校
- 神戸市立小寺小学校
- 神戸市立長坂小学校
- 神戸市立有瀬小学校
- 神戸市立太山寺小学校
- 神戸市立井吹東小学校
- 神戸市立井吹西小学校
- 神戸市立井吹の丘小学校
- 神戸市立伊川谷小学校
- 神戸市立櫨谷小学校

- 神戸市立糀台小学校
- 神戸市立狩場台小学校
- 神戸市立竹の台小学校
- 神戸市立樫野台小学校
- 神戸市立木津小学校
- 神戸市立桜が丘小学校
- 神戸市立押部谷小学校
- 神戸市立月が丘小学校
- 神戸市立北山小学校
- 神戸市立高和小学校

- 神戸市立高津橋小学校
- 神戸市立玉津第一小学校
- 神戸市立枝吉小学校
- 神戸市立出合小学校
- 神戸市立美賀多台小学校
- 神戸市立春日台小学校
- 神戸市立平野小学校
- 神戸市立神出小学校
- 神戸市立岩岡小学校

### 特別支援学校
- 兵庫県立のじぎく特別支援学校[100]（敷地内は三木市である）
- 兵庫県立西神戸高等特別支援学校
- 神戸市立いぶき明生支援学校

### その他の学校
- 兵庫県立神戸高等技術専門学院（職業訓練校）
- 兵庫県立障害者高等技術専門学院（職業訓練校）
兵庫県立総合リハビリテーションセンター内に併設されている
- 兵庫県立神出学園
- 神戸西インター自動車学校

### 小中学校区
- 校区一覧[101]

## 交通

### 鉄道路線
- 西日本旅客鉄道（JR西日本）
  - 山陽新幹線：区内に駅はない。
- 神戸市営地下鉄

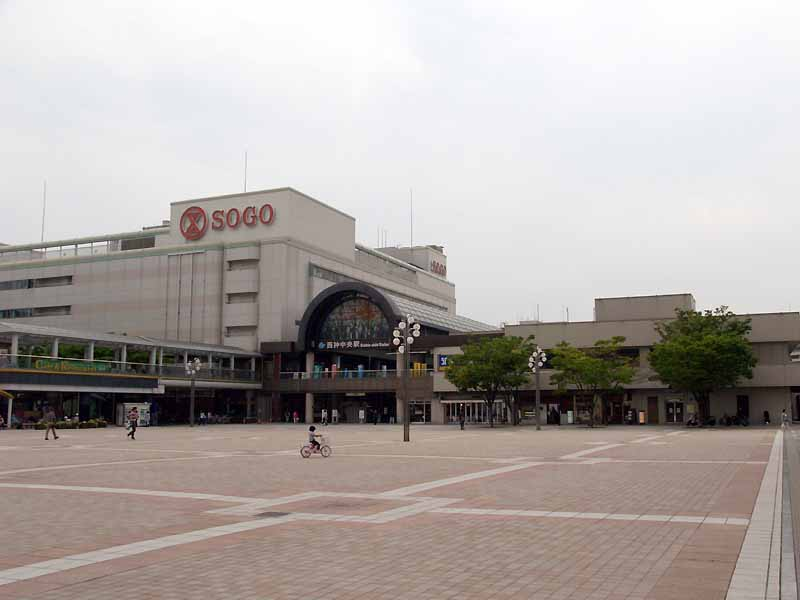
西神中央駅

  - 西神・山手線：学園都市駅 - 伊川谷駅 - 西神南駅 - 西神中央駅
- 神戸電鉄
  - 粟生線：木津駅 - 木幡駅 - 栄駅 - 押部谷駅

※区外であるが、近接する山陽本線（JR神戸線）の明石駅、西明石駅、大久保駅、魚住駅（4駅とも明石市）を最寄駅とする西区民が多い。また、市営地下鉄が計画されたときはパーク・アンド・ライド方式を計画し、採用された。

### バス
一般路線
明石市の明石駅と西神中央駅を主な拠点に路線網が張り巡らされている。
- 神姫バス
  - 区全域に路線網がある。区内の路線バスをほぼ独占。
- 神戸市交通局
  - 西神中央・西神南周辺のニュータウン内路線が中心。一部は神姫バスと共同運行。垂水区と伊川谷駅・学園都市駅を結ぶ路線もある。
  - 2005年4月までは玉津町西部と平野町を除く全域に路線があった。
- 神姫ゾーンバス
  - 神鉄沿線の住宅地を走る。
- 山陽バス
  - 学園都市駅付近と伊川谷高校付近のみ。

準高速バス
- 恵比須快速線
  - 神戸空港・三ノ宮と神戸市西区・三木市を高速道路経由で結ぶ路線。神姫バス担当。

### 道路

#### 有料道路

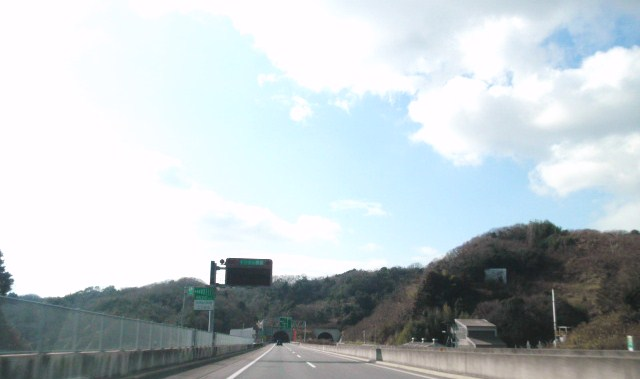
伊川谷地区の郊外を縦断する神戸淡路鳴門自動車道（伊川谷町布施畑で撮影）

高速自動車国道
- 山陽自動車道
  - 神戸西IC

高速代替国道
- 神戸淡路鳴門自動車道
  - 神戸西IC
  - 布施畑IC/JCT（須磨区内）

阪神高速道路
- 7号北神戸線
  - 永井谷IC/JCT 有馬方面のみ
  - 前開IC
  - 布施畑JCT
  - 布施畑西IC 永井谷方面のみ
  - 布施畑東IC 有馬方面のみ

一般有料道路
- 第二神明道路
  - 大蔵谷IC
  - 伊川谷IC/JCT 明石西方面のみ
  - 玉津IC
  - 大久保IC
- 第二神明道路北線
  - 長坂IC 垂水方面のみ
  - 永井谷JCT

#### 一般道路
国道

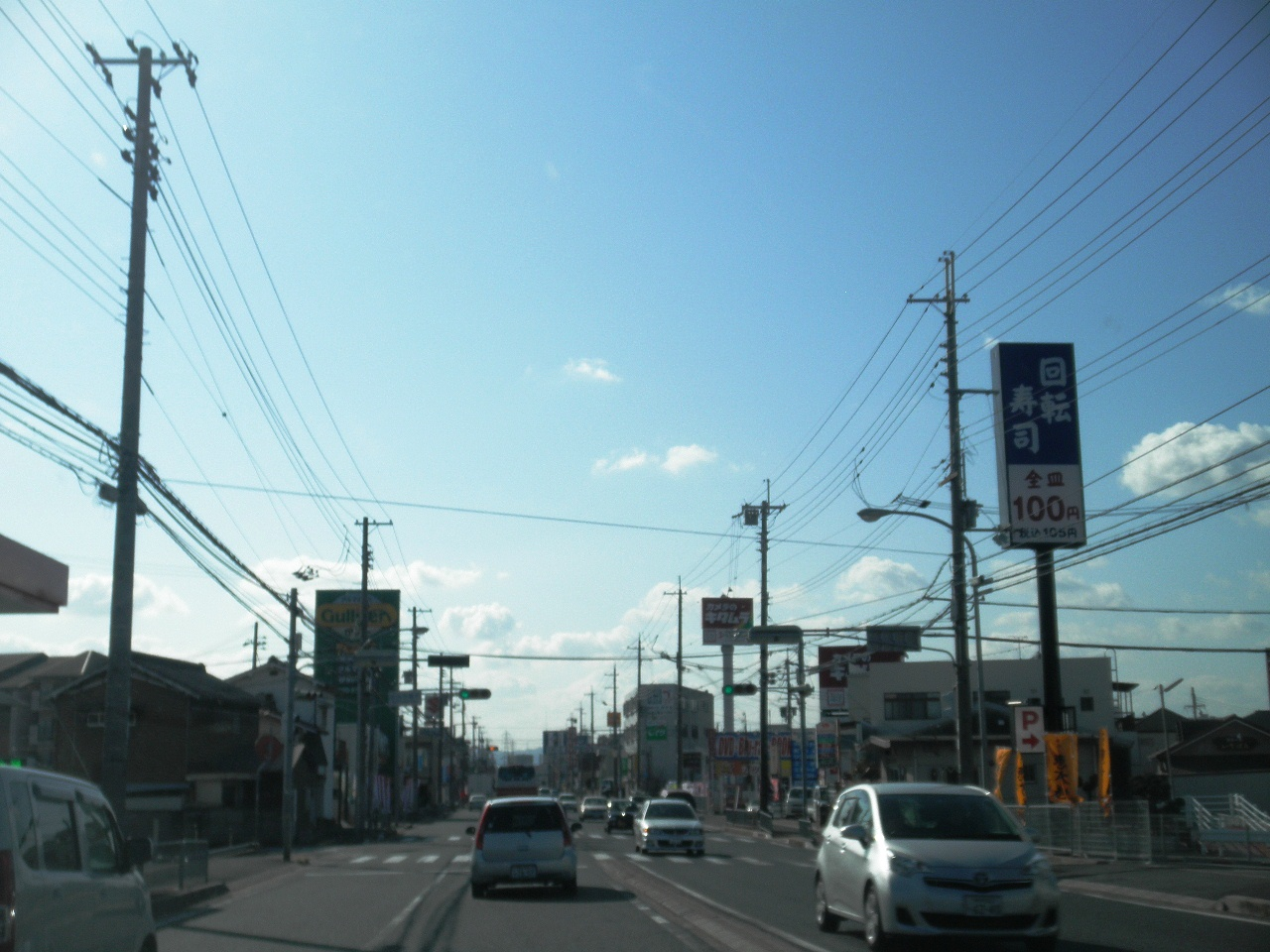
区内の中心部を縦断する国道175号（玉津町出合で撮影）

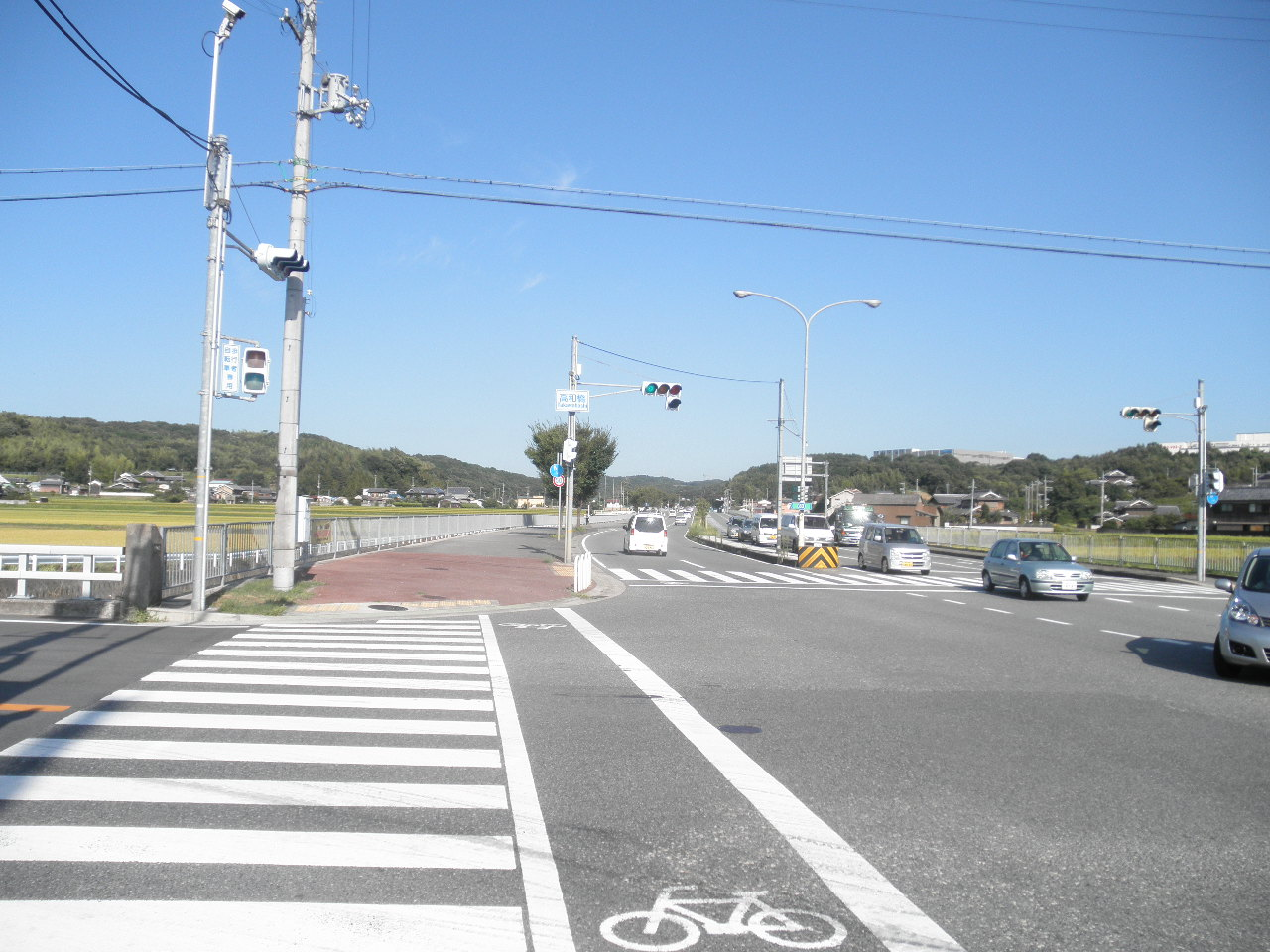
区内の東西を縦断する兵庫県道65号神戸加古川姫路線（押部谷町高和で撮影）

- 国道2号神戸西バイパス側道（※国土交通省直轄）
- 国道175号（※国土交通省直轄）
- 国道427号（区内は175号重複）

主要地方道
- 兵庫県道16号明石神戸宝塚線
- 兵庫県道21号神戸明石線（旧神明道路）
- 兵庫県道22号神戸三木線（三木街道）
- 兵庫県道52号小部明石線
- 兵庫県道65号神戸加古川姫路線
- 兵庫県道83号平野三木線

その他の県道
- 兵庫県道148号大久保稲美加古川線
- 兵庫県道366号有瀬大蔵線
- 兵庫県道377号野村明石線
- 兵庫県道378号六分一神出線
- 兵庫県道379号岩岡魚住線
- 兵庫県道384号平荘大久保線
- 兵庫県道487号平野舞子停車場線
- 兵庫県道488号長坂垂水線
- 兵庫県道563号神出山田自転車道線

## 特徴

### 宅地造成

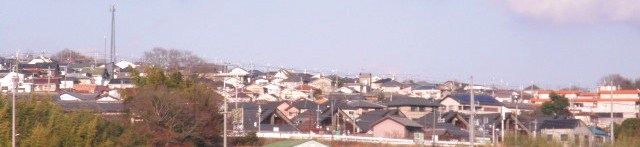
開発された宅地（富士見が丘で撮影）

- 開発前、当区は押部谷地区以外、公共交通の空白地域であったために鉄道の敷設計画が進められてきた。1938年に野田文一郎によって明石平野に新都市を計画することを発表し、1965年の市議会で原口忠次郎が宅地計画を挙げ、1970年頃に未利用地であった都市計画を安易にしやすい高塚山などを切り開いて開発した。その後は押部谷地区もニュータウン開発計画に上がり、次々と宅地開発がされてきた。宅地開発された結果、神戸市中心部から人口が流入し、特に若い年齢層が流入した結果、自然増加率も高くなり爆発的な人口増加になった。その結果、神戸市営地下鉄の開通、神戸市中心部と並ぶ副都心機能を持つにまで至った[103][104][9][105][10][11][106][107][108][4][5][6]。

## 名所・旧跡・観光スポット・祭事・催事
- 太山寺 （本堂が国宝、仁王門等が国の重要文化財に指定、新西国三十三箇所第25番）
  - 太山寺安養院庭園 （国の名勝）
  - 太山寺成就院庭園 （県指定文化財名勝）
  - 太山寺歓喜院庭園 （市指定文化財名勝）
- 如意寺 （文珠堂・三重塔・阿弥陀堂が国の重要文化財）
  - 福聚院 - 宮本武蔵作庭とされる日本庭園（市指定文化財名勝）がある
- 近江寺 - 播磨西国三十三箇所 第26番
- 国営明石海峡公園（神戸地区）
- 神戸市立農業公園（神戸ワイン城）
- 住吉神社
- 枝吉城
- 神出神社
- 王塚公園
- 玉津田中遺跡
- 吉田遺跡
  - 吉田王塚古墳
  - 木津磨崖石仏
- 地蔵院
- 端谷城跡（衣笠城・櫨谷城）
- 岡之屋形（岡辺の屋形）跡
- 井吹台谷口公園
- 吉田郷土館
- 太山寺温泉
  - 保養センター太山寺
- 神戸市埋蔵文化財センター
- こうべ環境未来舘

## 人物

### 出身有名人
- 坂上庸介（ミュージシャン）
- Wヤング平川（お笑い芸人）
- 中谷（マユリカ、お笑い芸人）
- 阪本（マユリカ、お笑い芸人）
- 河本裕之（サッカー選手）
- 明神智和（サッカー選手）
- 岩田亜矢那（女優）
- 藤本博史（元プロ野球選手）
- 栗山巧（プロ野球選手）
- 才木浩人（プロ野球選手）
- 山本亮（元陸上競技選手・長距離走・マラソン、指導者）
- 八木かなえ（ウェイトリフティング選手）
- 斉藤麻衣（アイドル）
- 古田新太（俳優）
- 愛美（声優）
- 帆風千春（声優、アイドル）
- ディーン元気(やり投げ選手)

### 在住者
- 水岡俊一（参議院議員）城崎郡竹野町（現：豊岡市）出身
  - 区内に自宅を構えている。

## 郵便番号
郵便番号は以下の通りである。
- 明石郵便局（明石市）：651-21xx（旧673） 伊川谷町、玉津町、学園東町・学園西町、小山・枝吉・王塚台・大津和・北別府・白水・前開南町・天王山・中野など
- 神戸西郵便局：651-22xx（旧673-02）651-23xx（旧673-03） 井吹台東町・井吹台西町・井吹台北町、櫨谷町、平野町、押部谷町、神出町
  - 2007年3月4日までは、651-23xx（旧673-03）の地域は神出郵便局が集配を行っていた。
- 明石西郵便局（明石市）：651-24xx（旧674）　岩岡町

## 電話番号
電話番号は、全域が市外局番078。市内局番は以下の通り。
- NTT西日本
  - 名谷収容局（須磨区）：79X　学園都市
  - 明石収容局（明石市）：91x　玉津町東部
  - 明石西収容局（明石市）：92x　玉津町西部
  - 西神中央収容局（旧07806）：961,963　平野町
  - 神出収容局（旧07808）：964,965　神出町
  - 岩岡収容局（旧07807）：967,969　岩岡町
  - 伊川谷収容局（旧0789）：97x　伊川谷町
  - 櫨谷収容局（旧07800）：962,990〜993,996,997　櫨谷町
  - 押部谷収容局（旧07809）：994,995,998　押部谷町

※旧市外局番は1971年（昭和46年）7月31日までのもの。
名谷収容局（当時は妙法寺または福田収容局）、明石収容局、明石西収容局はそれ以前から「078」だった。